# بوشهر
بوشِهْر () از شهرهای بندری ایران و مرکز استان بوشهر است. بوشهر در سال ۱۳۹۵ خورشیدی بالغ بر ۲۲۳٬۵۰۴ نفر جمعیت داشته است که بدین‌ترتیب پرجمعیت‌ترین شهر استان بوشهر و چهارمین شهر پرجمعیت جنوب ایران به‌شمار می‌رود. این شهر که در واقع به‌صورت یک شبه‌جزیره در بخش مرکزی شهرستان بوشهر قرار دارد، فقط از سمت شرق با خشکی ارتباط دارد. بوشهر ۱۸ متر از سطح دریا ارتفاع دارد و دارای آب و هوای نیمه بیابانی گرم است.
بوشهر قدمتی حدود ۵هزار سال دارد و از مراکز مهم در حکومت‌های مختلف اعم از ایلامی، ساسانی، و افشاریان بوده است. در دورهٔ خلیفهٔ دوم (عمر)، ریشهر (بوشهر قدیم) به‌دست مسلمانان در جنگی به‌نام «وقعه ریشهر» فتح شد. بوشهر کنونی توسط «ابومهیری» که پسر «شیخ ناصرخان آل مذکور» بود، در سال ۱۱۱۴ ه‍.ش ایجاد شد. به‌دلیل اهمیت زیاد این شهر در سده‌های گذشته، اقدامات زیادی برای اولین بار در بوشهر انجام شد. به‌عنوان نمونه اولین چاپخانه سنگی، صنایع برق، یخ‌سازی، و اولین خط تلگراف در بوشهر راه‌اندازی شد.
نام بوشهر در کتاب‌ها و اسناد تاریخی، تحت نام‌های مختلفی نظیر «رام اردشیر»، «ابوشهر»، «بُخت اردشیر»، «لیان»، و «ریشهر» به ثبت رسیده است.
بیشتر مردم بوشهر به زبان فارسی با گویش بوشهری تکلم می‌کنند. بندر بوشهر به‌خاطر عواملی، مانند صیادی (شیلات)، وجود نیروگاه اتمی، کشتی‌سازی و صادرات، از این بندر رونق اقتصادی گرفته است.
۱۸ اسفند سالروز تأسیس مدرسهٔ سعادت، روز بوشهر نام گرفته است.

## نام بوشهر

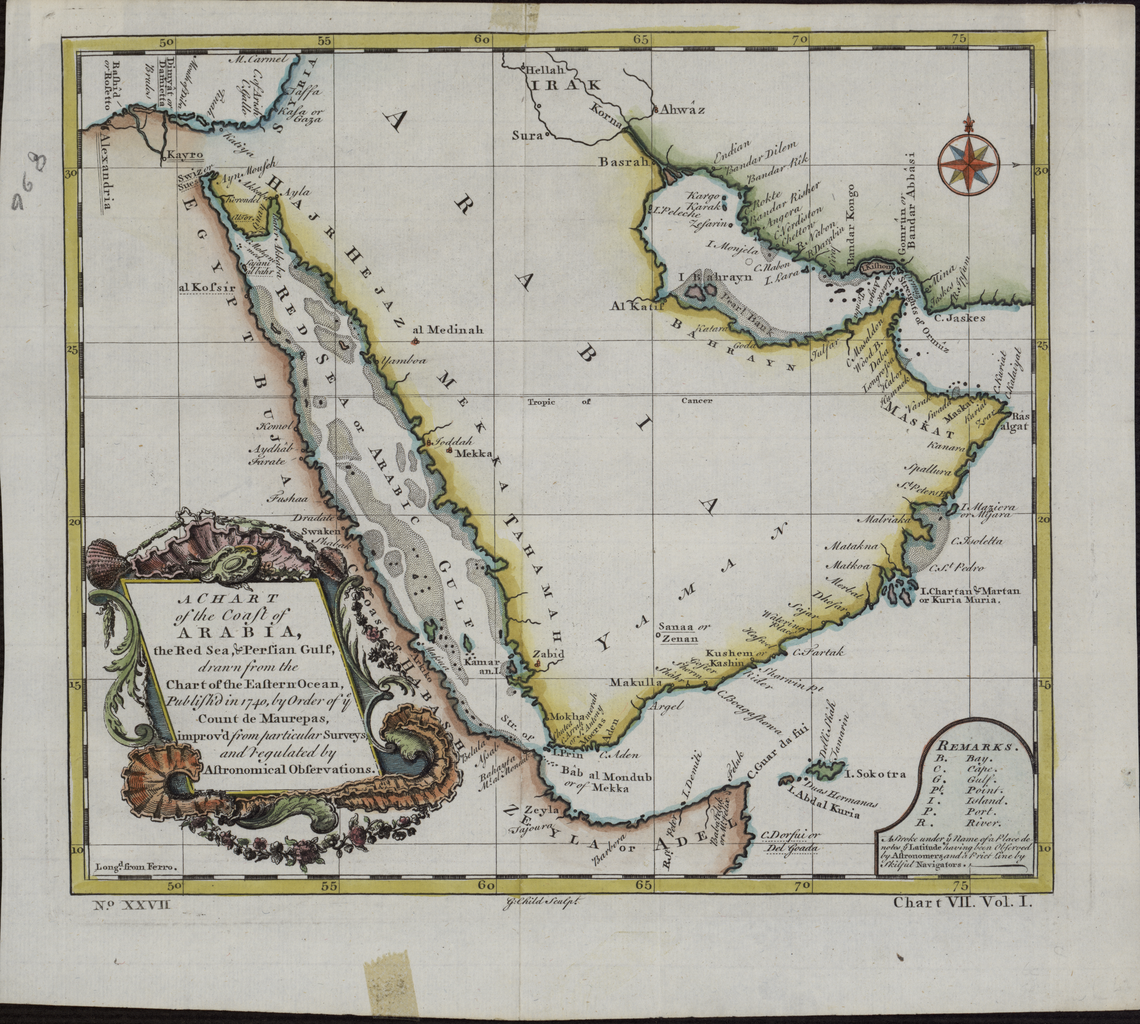
یک نقشه مربوط به سال ۱۷۴۰ که توسط جورج چایلد کشیده شده و نام بوشهر با نام بندر ریشهر نوشته شده است

در گذشته نام‌های گوناگونی برای تمدن و شهر بوشهر کنونی وجود داشته است که قدیمی‌ترین نام اعلام‌شده «لیان» است. براساس حفاری‌های باستان‌شناسی موریس پزار (باستان‌شناس فرانسوی) در سال ۱۹۱۳ میلادی که در مناطق گل پیل، امامزاده، و سبزآباد انجام شد، حدس زده شد که در دورهٔ عیلامیان به این شبه‌جزیره لیان گفته می‌شده است. به‌گفتهٔ برخی از محققان بوشهری، کلمهٔ لیان یک واژهٔ بابلی و به‌معنای «آفتاب درخشان» است. همچنین در دیگر دوران‌ها نام‌هایی همچون «ریشهر»، «ریواردشیر»، «بوخت اردشیر»، «رام اردشیر»، و «رامش اردشیر» را به بوشهر نسبت داده‌اند. در برخی منابع گفته شده که بوشهر تصحیف و تحریف‌شدهٔ «بخت اردشیر» به‌معنی «شهر رهایی» و همان شهری است که اردشیر بابکان در آن رهایی یافته است.
در کارنامه اردشیر بابکان اکده است.
اردشیر چون دریا به چشم بدید، اندر یزدان سپاسداری انگارد و آنجا روستایی بوخت اردشیر نام نهاد، و به [آنجا] آتش بهرام بر دریا فرمود نشاستن
در برخی اسناد قدیمی عربی، این شهر را «البوشهر» نامیده‌اند که کوتاه شده آن «ابوشهر» است. از نام‌های دیگری که به این شهر نسبت داده‌اند می‌توان به «رامشهر»، «انطاکیه»، و «بندر نادری» اشاره کرد. در عصر هخامنشی از تمدن‌های بزرگ در ایران تمدن لیان بوده است که برخی به‌اشتباه نام آن را از نام‌های بوشهر می‌دانند. هم‌اکنون نام خیابانی در بازار بوشهر به همین نام است. طبق آثار کشف شده در منطقهٔ باستانی هلیله و ریشهر نام این سرزمین ژرمانسیکا بوده است. همچنین در آثار باستانی شوش از این بندر نام برده شده است. در زمان اسکندر نام آن به موزامبری تغییر یافت.

## نگارخانه

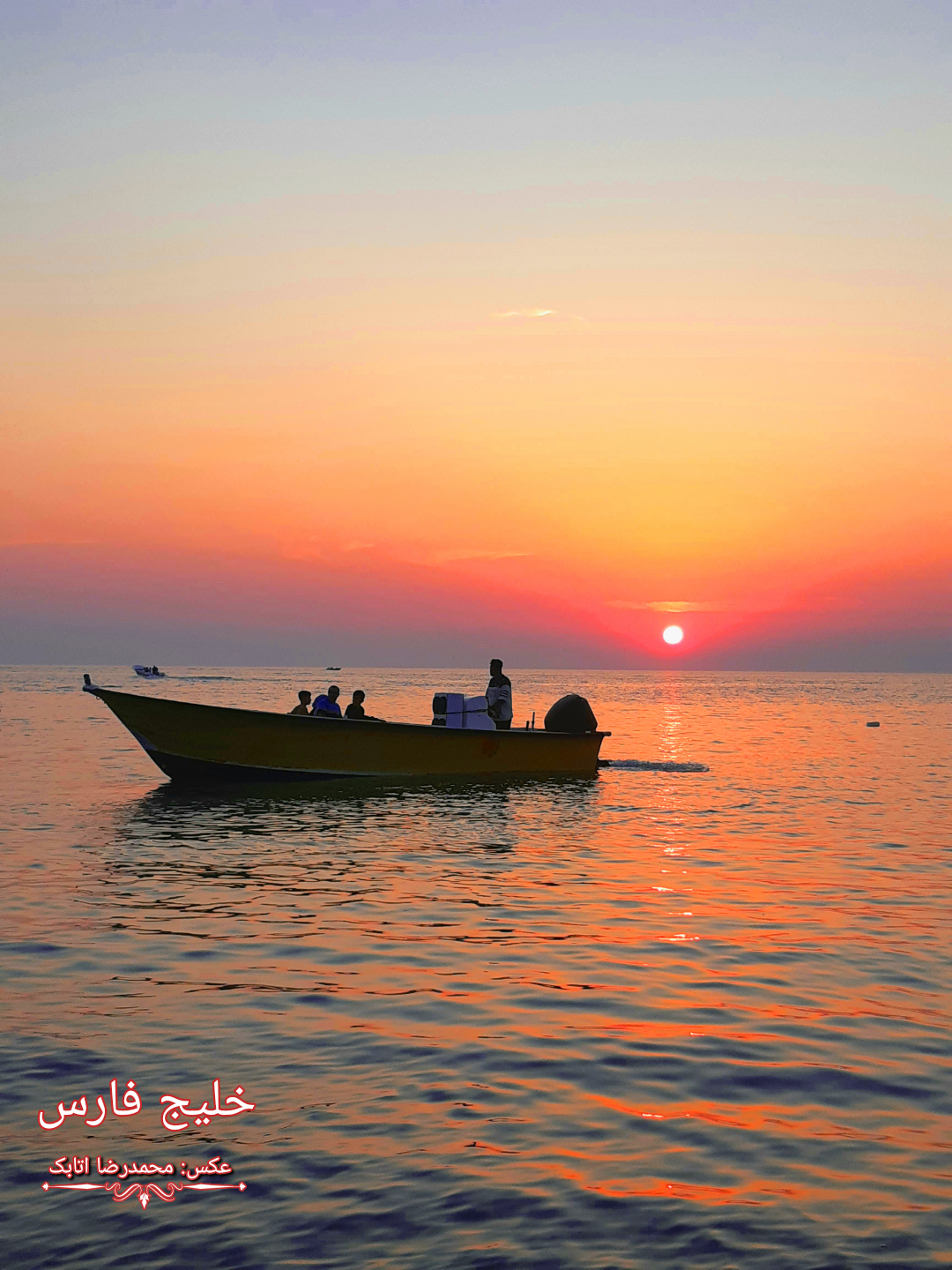
ساحل بوشهر

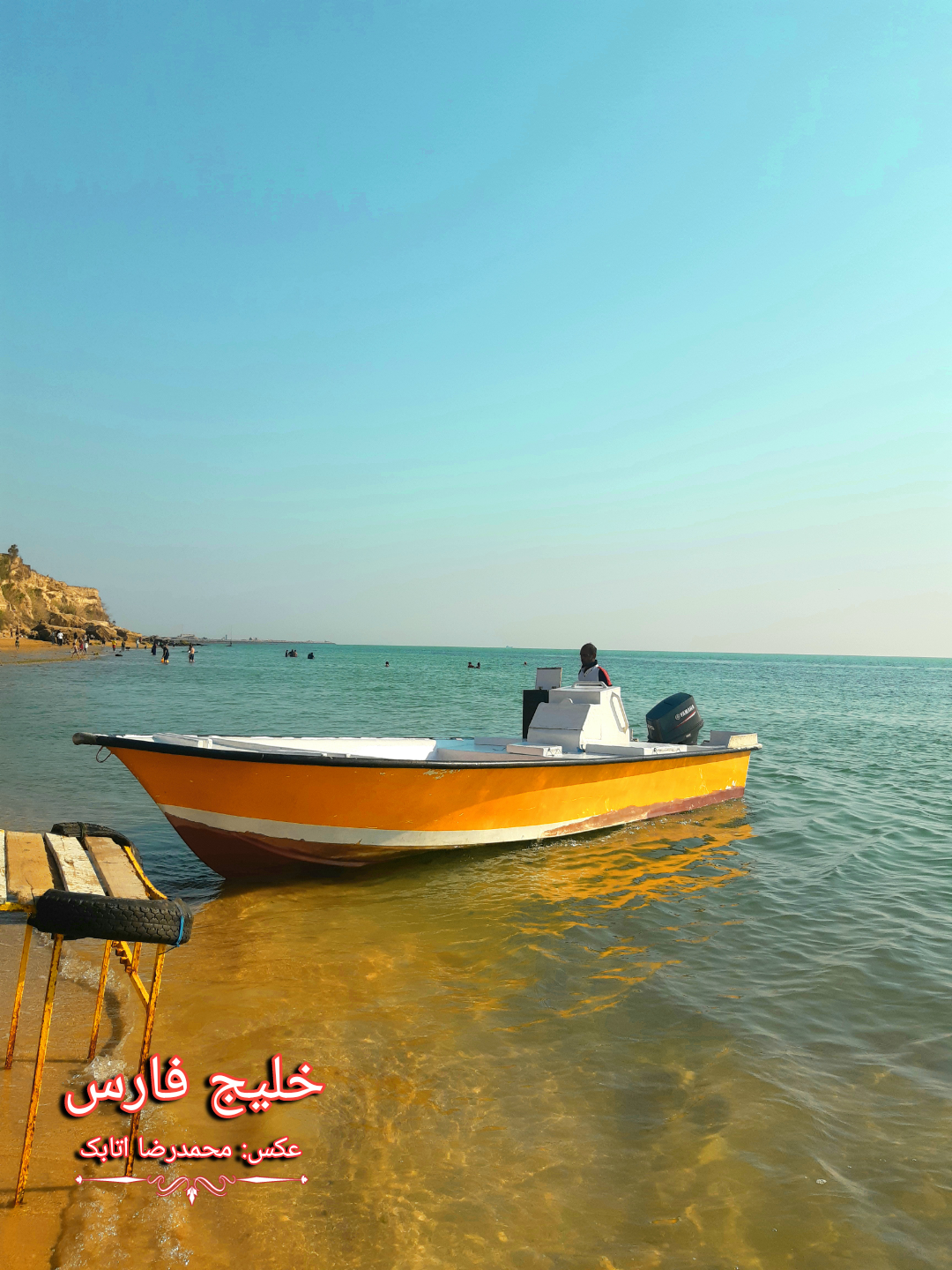
سواحل زیبای خلیج فارس عکس محمدرضا اتابک

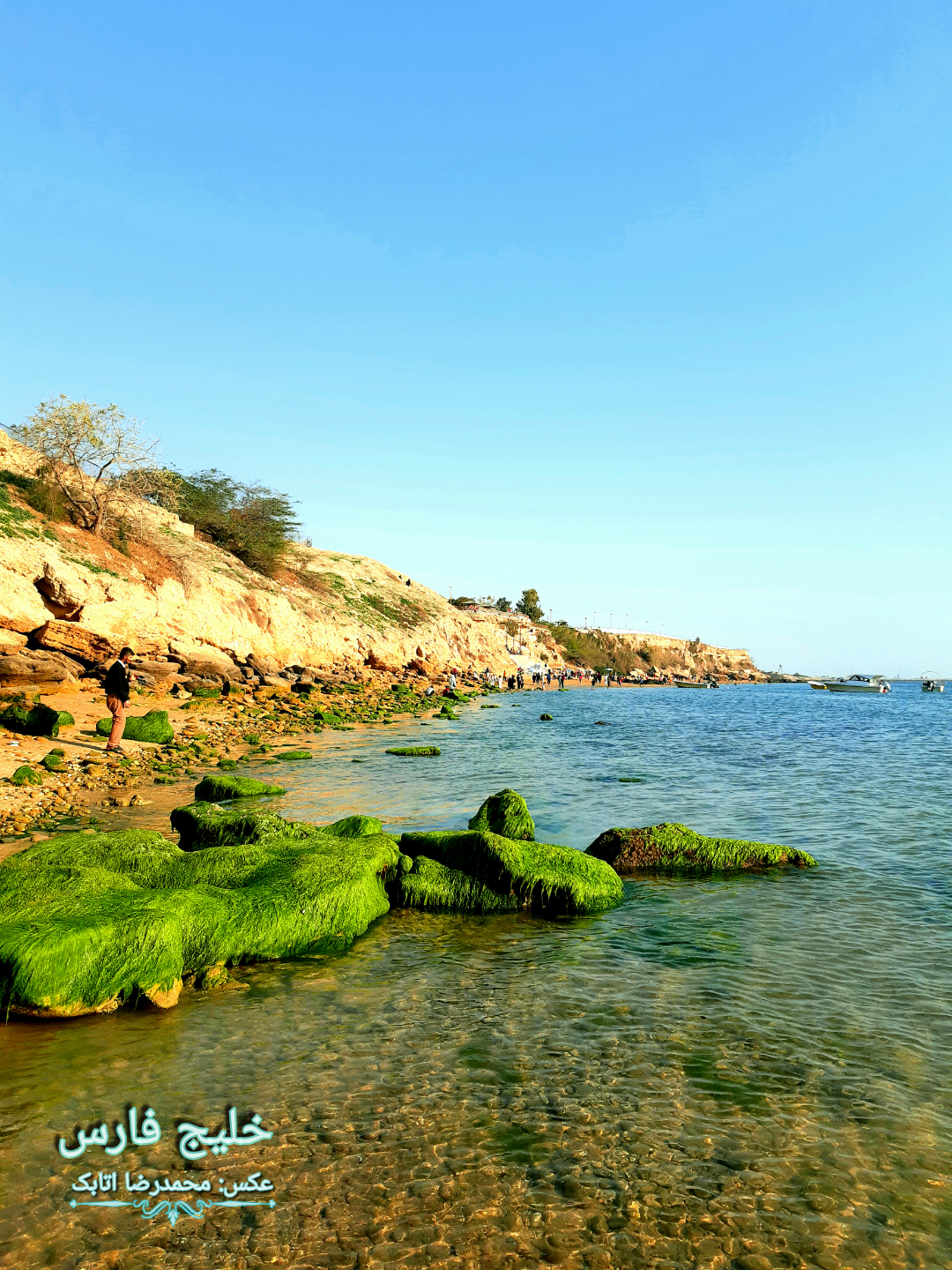
سواحل زیبای بوشهر

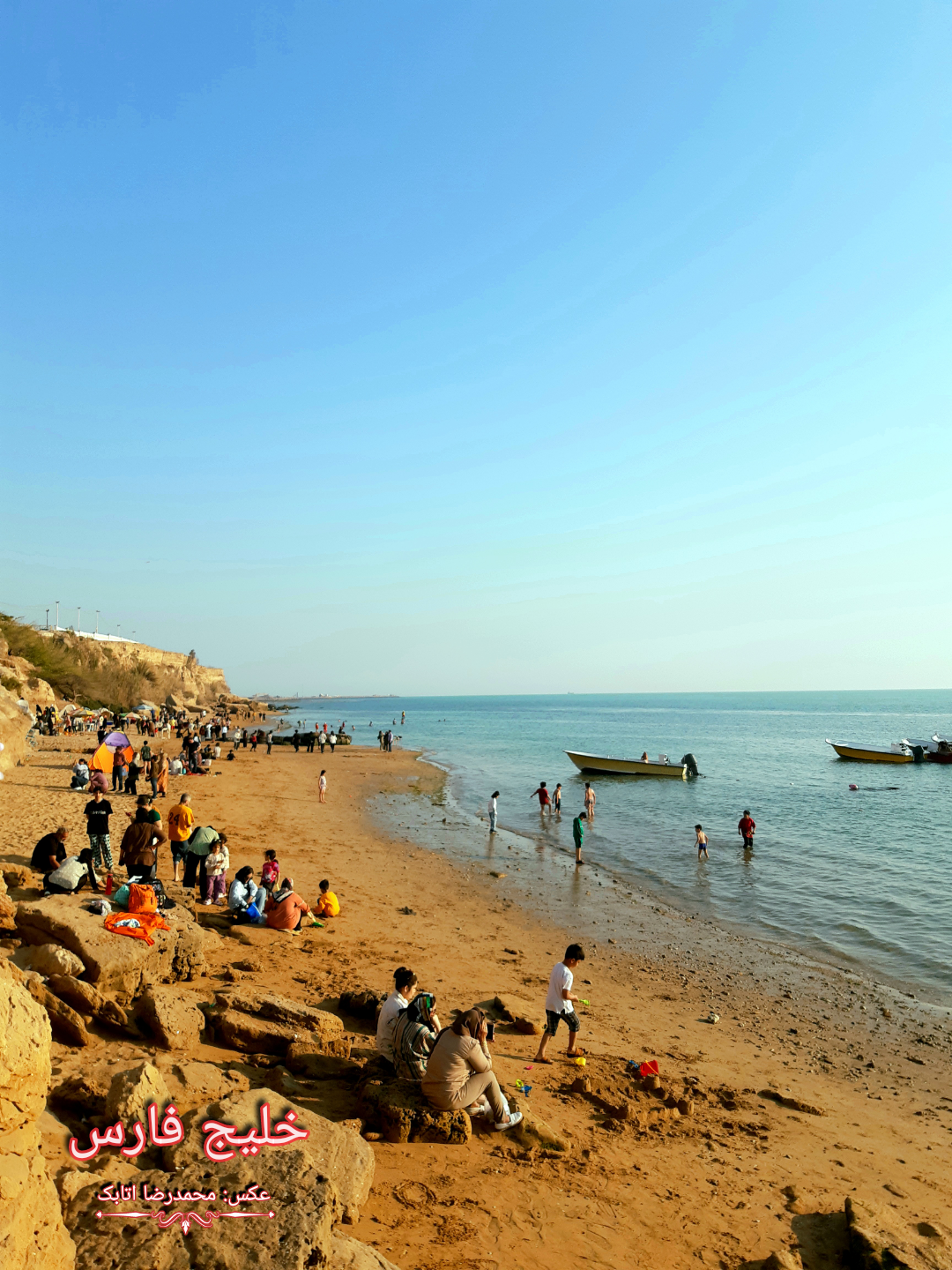
ساحل زیبای بوشهر -ریشهر

## پیشینه

### قبل از اسلام
پیشینه تاریخ تمدن شهر بوشهر مربوط به پنج الی شش هزار سال قبل از میلاد است(دوره نو سنگی جدید و قدیم) و دقیقاً معلوم نیست که این شهر در چه نقطه‌ای از تاریخ و توسط کدام قوم یا مردمی تأسیس شده است. قدیمی‌ترین آثار بدست آمده مربوط به دوره عیلامی‌ها بوده است که بعد از دو کاوش باستان‌شناسی توسط آلمانها (پروفسور آندریاس در ۱۸۷۲–۱۸۷۷ میلادی) و فرانسویی‌ها (موریس پزار در ۱۹۱۳ میلادی) انجام شده است. در دوره حکومت عیلامیان، شهری به نام لیان (به معنای آفتاب درخشان) در کنار شهر بوشهر کنونی بنا شد که عظمت این شهر را می‌توان با توجه به قبرستان شغاب (۱۰ هکتار) که محل دفن مردگان اهالی لیان بوده، بسیار بزرگ حدس زد. چند خدایی، نیروهای طبیعی، و رب النوعهای گوناگون که توسط این مردم پرستش می‌شده، نشان از مذهب متفاوت اهالی این شهر دارد. زبان و خط نوشتاری مردم این شهر سومری بوده اما بعدها خود عیلامیان خط دیگری ابداع می‌کنند که تا زمان مادها و هخامنشیان مورد استفاده قرار می‌گرفته است. اقتصاد مردم لیان علاوه بر تجارت؛ صیادی و کشاورزی و تولید انجیر و انگور و خرما نیز بوده است که آب این فعالیتها و آب شرب مردم توسط قنات‌هایی که از جنوب شرقی تا شمال غربی شهر حفر کرده بودند، تأمین می‌شده است. منشأ آب این قنات‌ها هنوز معلوم نیست. بوشهر مرکز تجارت دولت عیلام بوده است. در دوره حکومت عیلامیان، شهر لیان چندین بار بین بابلیها و عیلامی‌ها دست به دست شد اما سرانجام توسط «نبوکدنصر یکم» (بخت النصر) به آن حمله بزرگ همراه با قتل‌عام مردم این شهر صورت گرفت و این شهر با خاک یکسان شد.
بعد از عیلامیان، بوشهر و منطقه بوشهر قسمتی از قلمرو مادها بوده است. طبق گفته پیر بریان، در دوره هخامنشیان ترعه‌ای در کنار بوشهر ساخته شده که مربوط به دوره داریوش بزرگ است. در دوره سلوکیان، نه شهر در کنار خلیج فارس دایر شد که از آنها می‌توان به انطاکیه پارس که در واقع بوشهر امروزی در کنار لیان باستانی بود، اشاره کرد. انطاکیه پارس توسط آنتیوخوس سوم در حدود سال ۲۰۵ قبل از میلاد ایجاد شد. اسکندر مقدونی زمانی که به دریانورد معروف خود «نئارخوس» دستور داد که گزارش دریایی از خلیج فارس برای او تهیه کند، در سال ۳۲۷ قبل از میلاد بعد از گذشتن از میناب به سواحل بوشهر رسید. وی از نواحی شبه جزیره «مزامبریا» (که اکنون بوشهر کنونی در آن قرار دارد) برای همراهان خود آذوقه تهیه کرد. در دوره اشکانیان نیز مهرداد اول بر نواحی خلیج فارس چیره شد. او کشور عیلام را از بین برد و حاکم بر خلیج فارس، بین‌النهرین و خوزستان شد.
در دوره ساسانیان، اردشیر ساسانی (اردشیر یکم) با قیام علیه حکومت سلوکیان که بر ایران از لحاظ اجتماعی و اخلاقی رنگ و بوی یونانی داده بود، برخاست و سواحلی از خلیج فارس که قبلاً بخشی از حکومت ایران بود را تسخیر کرد. وی تا بحرین را به تسخیر خود درآورد. در این دوره بوشهر «بخت اردشیر» نامیده می‌شد. «ریو اردشیر» یا «بخت اردشیر» در دوره‌های بعد «ریشهر» نامیده شد. هم‌اکنون در منطقه ریشهر کنونی در بوشهر، یک قلعه وجود دارد که ساسانیان از آن زمان در ریشهر ساخته بودند. ویرانه‌های این شهر در ۸ کیلومتری شهر بوشهر قرار دارد و به آن «ریشهر» گفته می‌شود. عرب‌ها این شهر را «ریضهر» و یونانیان آن را «کرسونئوس» می‌نامیدند.اخیراً طی یک بررسی که در دریا و به فاصله ۵۰ متری از ساحل بوشهر انجام شده، سفالهای اژدری و لعاب دار فیروزه‌ای مربوط به دوره ساسانی و صدر اسلام کشف شده است.

### بعد از اسلام
بعد از سقوط حکومت ساسانیان به دست اعراب مسلمان، منطقه بوشهر در بین سالهای ۱۹ تا ۲۲ ه‍.ق و در دوره خلیفه دوم، عمر، به دست «عثمان ابن ابی العاص» فتح شد. در این دوره مرزبان بوشهر شخصی به نام «شهرک» بوده است. از لحاظ بزرگی و غنیمت‌های بدست آمده، این جنگ را با جنگ «قادسیه» مقایسه کرده‌اند. به همین دلیل به این جنگ «وقعه ریشهر» می‌گویند و یکی از ایام العرب نامیده شده است. بعد از اینکه خساراتی در دوره فتوحات اسلامی به این بندر وارد شد اما بوشهر تا زمان سلجوقیان پایدار ماند.
در دوره صفویه در ایران که با پایان قرون وسطی در اروپا همراه بود و اروپاییان برای تأمین کالا از شرق نیازمند راه ارتباطی با هند و چین بودند، با ظهور ترکان عثمانی، شاهراه ارتباطی شرق به غرب مسدود شد. به همین دلیل اروپاییان یا باید از راه پر خطر زمینی شمال اروپا و آسیا عبور می‌کردند یا از راه دریا با دور زدن قاره آفریقا به هند می‌رسیدند. پرتغالی‌ها راه دوم را انتخاب کردند تا با تسخیر جزیره هرمز بر دریای عمان و خلیج فارس حاکم شوند و با نفوذ بر بصره و مقابله با ترکان عثمانی و نهایتاً حفظ گوا بر هند سلطه بیشتری داشته باشند. در این دوره  ازجمله مناطق در خلیج فارس که توسط پرتغالی‌ها اشغال شد، ریشهر و قسمتی از این نواحی بود. عملیات اخراج پرتغالی‌ها از سال ۱۰۱۰ ه‍.ق توسط امام‌قلی خان برای آزادسازی بحرین از دست پرتغالی‌ها، از استان بوشهر آغاز شد. در نهایت، درسال ۱۰۳۱ ه‍.ق با آزادسازی جزیره هرمز، پرتغالی‌ها به‌طور کامل از خلیج فارس اخراج شدند. طبق گفته دوباروس بندر ریشهر در این دوره از تاریخ (سده شانزدهم میلادی/دهم هجری) دو هزار خانه بوده است.
روی هم رفته، این بندر از دوره سلجوقیان تا دوره نادرشاه افشار در رکود بود اما چون راه‌های کاروانی و پستی خلیج فارس و بلعکس به بوشهر منتهی می‌شد و از امنیت مناسبی برخوردار بود، در دوره افشاریه بعنوان بندر اصلی خلیج فارس انتخاب می‌شود و رفته رفته به بندر معتبری در خلیج فارس تبدیل می‌شود. نادرشاه در سال ۱۱۴۷ ه‍.ق (۱۷۳۵ م) به فکر تأسیس یک نیروی دریایی بود. او لطیف خان دشتستانی را بعنوان حاکم کل کرانه‌ها، بندرها، جزیره‌های جنوب، دشتستان و شولستان انتخاب کرد. لطیف خان محل کنونی بوشهر را که یک آبادی کنار ساحل بود بعنوان مرکز فرماندهی خود انتخاب کرد و بناهایی در آن ایجاد کرد. اون نام این بندر را «نادریه» گذاشت و شهر ریشهر را به این شهر جدید منتقل کرد. البته نام بندر نادریه به بوشهر تغییر کرد.
نادرشاه در این مدت تلاش زیادی برای ایجاد یک نیروی دریایی کرد. وی اقدام به خرید و ساخت کشتی در بوشهر کرد و با بکار گرفتن یک تاجر انگلیسی به نام «جان التون» بوشهر را به یک مرکز مهم کشتی سازی و پادگان نظامی تبدیل کرد(نیروی دریایی ایران افشاری). در همین بین هلندی‌ها بندر ریگ را بعنوان مرکز تجارت خود انتخاب کردند و از طرف دولت افشاریه به آنان اجازه حضور در بندر بوشهر داده شد.

تصویر از ساحل شهر بوشهر در سال ۱۳۰۳ اثر والتر میتل‌هولتسر

آل مذکور ازخاندان‌های قدرتمند عرب جنوب بودند که در نیمه اول سده دوازدهم از سواحل جنوبی به ریشهر مهاجرت کردند. رئیس طایفه آل مذکور یعنی شیخ ناصر بعد از مدتی شهر بوشهر کنونی را بنیان نهاد و از ریشهر به آن نقل مکان کرد. بوشهر کنونی حدود ۳۰۰ سال قدمت دارد و توسط «ابومهیری» در سال ۱۱۱۴ هجری شمسی ایجاد شد تا محلی برای تأسیس نیروی دریایی نادرشاه باشد. ابومهیری پسر «شیخ ناصرخان آل مذکور» (ناخداباشی کشتی‌های نادرشاه و بنیان‌گذار خاندان «آل مذکور» است. بعد از مرگ نادرشاه در سال ۱۷۴۷ م (۱۱۶۰ ه‍.ق) نیروی او در سواحل خلیج فارس بین حاکم بندرعباس و بوشهر تقسیم شد. حاکم بوشهر یعنی شیخ «ناصرخان آل مذکور» که یکی از دریاسالاران نادرشاه بود کشتی‌ها و ناوگان در بوشهر را به تصرف خود درآورد و حکومت قدرتمندی در بوشهر برای خود تشکیل داد. از آن زمان تا ۱۵۰ سال بعد، بوشهر به جای بندرعباس مهم‌ترین بندر خلیج فارس شد. در سال ۱۷۴۷ م هلندی‌ها تشکیلات تجاری خود در بوشهر را به‌صورت بخشی از تشکیلات بصره درآوردند. شیخ ناصر اقدام به تحریک دیگر بنادر علیه هلندی‌ها کرد. هلندی‌ها با فهمیدن این موضوع در سال ۱۷۵۳ م. تشکیلات خود را از بوشهر به خارگ منتقل کردند.

### آغاز حضور انگلیسی‌ها در بوشهر
در سال ۱۷۵۳ م. هلندی‌ها از بصره و چند سال بعد نیز از بوشهر و بندرعباس خارج شدند. بعد از هلندی‌ها، انگلیسی‌ها با اجازه کریم خان زند در بوشهر تجارتخانه تأسیس کردند و جایگزین هلندی‌ها شدند. در سال ۱۷۷۶ م. انگلیسی‌ها از بصره خارج شدند و به‌طور کامل در بوشهر استقرار یافتند.
در دوم ژانویه ۱۷۶۳ م. (۱۶ رجب ۱۱۷۶ ه‍.ق) قراردادی بین پرایس بعنوان نماینده کمپانی هند شرقی انگلیسی و شیخ سعدون آل مذکور (فرزند شیخ ناصر و برادر شیخ نصیر آل مذکور) نماینده حکمران بوشهر منعقد شد که به قرارداد «پرایس-سعدون» شهرت دارد. این قرارداد ده ماده‌ای به امضای کریم خان زند نیز رسید. بند هفتم این قرارداد طوری تدوین شده بود که می‌توان آن را قرارداد فروش بوشهر نامید. در این بند نوشته شده بود:
«شرکت انگلیسی می‌تواند در هر نقطه بوشهر یا هر بندر دیگر که در خلیج فارس انتخاب نماید، آن قدر زمینی که برای ساختمان یک نمایندگی تجاری لازم باشد، تصرف کند»
احمد فرامرزی در کتاب کریمخان زند و خلیج فارس دربارهٔ این قرارداد می‌گوید که این قرارداد باعث شد که بریتانیا حاکم بلامعارض خلیج فارس شود و حتی شیوخ سواحل خلیج فارس و سکه آن ژنرال انگلیسی مقیم بوشهر را «رئیس خلیج» می‌نامیدند.

#### دوره قاجار در بوشهر

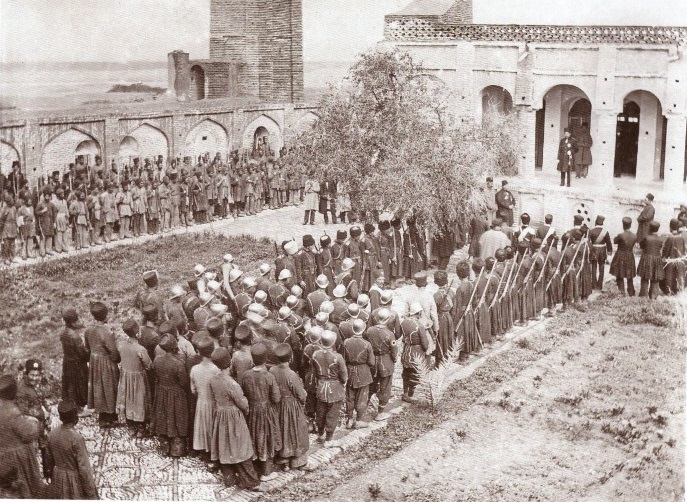
مرکز حکمرانی بوشهر در دوره قاجار (اندرونی عمارت چهاربرج)

بعد از مرگ کریمخان زند، لطفعلی خان زند که برای مقابله با نیروی قاجار نیازمند منابع مالی بود تمام دارایی شیخ ناصر ثانی فرزند شیخ ناصر آل مذکور را غصب کرد. به همین دلیل شیخ ناصر ثانی در درگیری بین لطفعلی خان و آقا محمدخان قاجار از لطفعلی خان حمایت نکرد و مانع ورود او به بوشهر شد. این مسئله باعث شد تا شیخ ناصر ثانی در دولت قاجار از جایگاه مطلوبی برخوردار شود. در دوره قاجار، بوشهر از یک بندر عادی به بندر اصلی ایران در مبادلات کالا تبدیل شد و علاوه بر آن مرکز حکمرانی تمام بنادر و مرکز نمایندگی بریتانیا در خلیج فارس بود.
تا دوره قاجار بریتانیا توانست مانع از حضور دیگر دولت‌های اروپایی در خلیج فارس شود اما با انعقاد دو قرارداد ترکمنچای و گلستان امکان حضور روسها در همه جای ایران فراهم شد. با این اتفاق که امکان حضور روسها در مرزها و خلیج فارس را ممکن می‌کرد که امکان تسلط بر هند را فراهم می‌کرد، بریتانیایی‌ها سعی می‌کردند که با تحت فشار قرار دادن حکومت داران ایران، به‌ویژه در هرات، از افزایش نفوذ روس‌ها بکاهند. از آنجایی که هرات قسمتی از ایران بود، پس مداخلات بریتانیا باعث ایجاد درگیری بین ایران و بریتانیا شد. در دوره محمدشاه قاجار (در ۱۲۵۰–۱۲۶۴ ه‍.ق / ۱۸۳۴–۴۸ م) اولین درگیری بین ایران و بریتانیا  به‌دلیل اعزام نیرو از ایران به هرات برای اعمال حاکمیت ایران، در خلیج فارس و جزیره خارگ رخ داد. این درگیری در ۱۲۵۴ ه‍.ق / ۱۸۳۸ م. رخ داد. درگیری دوم در زمان ناصرالدین شاه (۱۲۶۴–۱۳۱۳ ه‍.ق) رخ داد که دلیل آن اعزام دوباره نیرو از ایران به هرات برای جلوگیری از تجاوز امیرنشینهای افغان بود. با تصرف هرات دوباره حکومت بریتانیا اقدام به اعزام نیرو به خلیج فارس و تصرف جزیره خارگ و بوشهر کرد. این درگیری در سال ۱۲۷۳ ه‍.ق / ۱۸۵۶ م. رخ داد اما این لشکرکشی بریتانیا تا خرمشهر ادامه پیدا کرد و در نتیجه باعث انعقاد «معاهده صلح پاریس» در ۷ رجب ۱۲۷۳ ه‍.ق / ۴ مارس ۱۸۵۷ م.شد. در این دو نبرد، مردم بوشهر به رهبری بعضی روحانیون مانند شیخ حسن آل عصفور به مقابله با قوای بریتانیا پرداختند.
سومین حمله بریتانیا به بوشهر در زمانی رخ داد که میلیون با قیام آیت الله مرتضی اهرمی و فتوای آیت الله آخوند خراسانی بوشهر را تصرف کردند. این حرکت در دوران مشروطه و حکومت استبدادی محمدعلی شاه قاجار به وقوع پیوست. بریتانیا به بهانه به خطر افتادن امنیت اتباع خارجی و تسلط مشروطه خواهان بر گمرک که در رهن بریتانیایی‌ها بود، به بوشهر نیرو اعزام کردند و با همکاری حکمران بوشهر یعنی احمدخان دریابیگی زمینه شکست مشروطه خواهان را فراهم کردند.
آخرین یورش بریتانیا به بوشهر در جنگ جهانی اول یعنی ۸ اوت ۱۹۱۵ م. (۱۶ مرداد ۱۲۹۴ ه‍.خ/۲۷ رمضان ۱۳۳۳ ه‍.ق) روی داد که با فتوای علمای وقت همچون آیت الله سید عبدالله مجتهد بلادی بوشهری، آیت الله شیخ محمد حسین برازجانی و آیت الله شیخ عبدالنبی بحرانی مردم این شهر و استان به مقابله با نیروهای بریتانیا برخاستند. در طی این اشغال که تا پایان جنگ جهانی اول ادامه پیدا کرد، بریتانیایی‌ها نیرویی به نام «تفنگداران پلیس جنوب» به جای ژاندارمری در جهت اجرای اهداف خود تشکیل دادند. در کنار مقابله مردم بوشهر، واسموس که کنسول آلمان در بوشهر بود به فعالیت علیه بریتانیایی‌ها پرداخت و ضرباتی به نیروهای برتانیایی وارد کرد. در این مدت بریتانیایی‌ها اشخاص آزادی‌خواه و وطن‌پرست بوشهر را به شهر «تانه» هند تبعید کردند و تمبری که روی آن نوشته بود «بوشهر در تصرف بریتانیا» را چاپ کردند.
... این بندر مهم‌ترین نقطه خلیج فارس است. پیش از رسیدن به بوشهر، بارها وضع و نمای آن را در خیال آورده بودم و تصویری ذهنی از آن داشتم. بوشهر در جای خود بندرعباس دیگری بود چنان‌که بندرعباس هم بندری بسیار معتبر و تاریخی بوده است.— یوشیدا ماساهارو، 

#### رخدادهای تاریخی مهم

##### مشروطه در بوشهر
بعد از انتشار اخبار قیام مشروطه‌خواهان شهرهای مختلف ایران به توپ بسته شدن مجلس و سرکوب مشروطه‌خواهان، سید عبدالحسین لاری هیئت‌هایی به داراب، بندرعباس و بوشهر می‌فرستد. او در نامه به پیروزی‌های خود بر نیروهای دولتی در منطقهٔ لارستان را به اطلاع سید مرتضی مجتهد اهرمی می‌رساند. گزارش این پیروزی‌ها باعث برانگیخته شدن انقلابیان بوشهر می‌شود و سید مرتضی با کمک مردم آمادهٔ حمله به مقرهای دولتی در بوشهر می‌شود. خود سید مرتضی به دستور عبدالحسین لاری و براساس احکام علمای نجف، رهبری این قیام را به عهده می‌گیرد. او در ۲۲ مارس و با نام آرمان مِلّیون، بوشهر را تصرف می‌کند.
علیمراد فراشبندی اعلام کرده است که سید مرتضی در شب اول ربیع الاول ۱۳۲۷ ه‍.ق / ۲۳ آوریل ۱۹۰۹ م. به‌سرعت و بدون خون‌ریزی بوشهر را تسخیر می‌کند. بعد از مدتی گمرک بوشهر که در رهن بریتانیایی‌ها بود نیز توسط سید مرتضی و مِلّیون تصرف می‌شود. بعد از گذشت ۲ ماه از قیام سید مرتضی، دولت با موافقت بریتانیا احمدخان دریابیگی را به سمت حکمرانی کل بنادر جنوب ایران می‌گمارد. احمدخان ابتدا به نجف می‌رود و نظر علمای آنجا را جلب می‌کند و سپس از عراق به سمت بوشهر حرکت می‌کند. طی این مدت عده‌ای از نیروهای سید مرتضی که اکثراً صحرانشین بودند به بازار بوشهر دستبرد می‌زنند و اموال مردم را می‌دزدند.
جنرال کنسول بریتانیا در بوشهر که مخالف سرسخت سید مرتضی و مِلّیون بود به سر جرج بارکلی گزارشی از اوضاع بوشهر را ارسال می‌کند و در آن وضعیت بوشهر را نامناسب بیان می‌کند. سر ادوارد گری وزیر امور خارجهٔ وقت بریتانیا با مداخلهٔ نظامی بریتانیا موافقت می‌کند و ناو سلطنتی فاکس دستور حرکت از بندرعباس به بوشهر را می‌دهد. همچنین وزارت خارجهٔ ایران، روسیه، عثمانی، فرانسه و آلمان نیز با این مداخله موافقت می‌کنند. بعد از اتمام حجت نمایندهٔ سیاسی بریتانیا در بوشهر با سید مرتضی برای ترک بوشهر و رد این درخواست از طرف سید مرتضی، چهارصد نیروی بریتانیایی در ساحل پیاده شده، ساختمان نمایندگی بریتانیا (در سبزآباد کنونی)، محوطهٔ گمرک در شمال شهر، بانک شاهنشاهی و تجارتخانهٔ وانکهوس و شرکا را تصرف می‌کنند. با حمایت فاتحان تهران و نامهٔ آیت‌الله آخوند خراسانی، احمدخان دریابیگی به بوشهر برگشت و کنترل را در دست گرفت.
در ۱۵ جمادی الاول ۱۳۲۷ ه‍. ق، تفنگداران تنگستانی از صبح تا غروب به مبارزه با نیروهای حکومتی پرداختند اما نیروهای حکومتی با بمباران مواضع تنگستانی‌ها، آن‌ها را به‌شدت در هم کوبیدند. احمدخان سعی کرد که با وساطت شیخ حسین خان چاهکوتاهی به موضوع خاتمه دهد اما موفق نشد. در نتیجه، سربازان پادگان و برخی اهالی بوشهر با تحریک بریتانیایی‌ها خانه سید مرتضی تسلیم شد و صلح را پذیرفت.
در ۱۸ جمادی الاول ۱۳۲۷ ه‍.ق رؤسای لشکری و کسبه و تاجران بوشهر با حضور در دارالحکومه (امیریه) و تهیه استشهاد خواستار اخراج و تبعید وی از بوشهر شدند چرا که او را مایه اغتشاش و اختلال نظم می‌دانستند. اصرار بر اخراج و تبعید سید و مقاومت او ادامه پیدا کرد تا اینکه نهایتاً سید اسدالله خارقانی را به نمایندگی از آخوند خراسانی پیش او فرستادند تا سید مرتضی را مجاب به طبعیت کند اما دوباره نتیجه‌ای حاصل نشد در نتیجه نیروهای حکومتی با دو توپ منزل سید را گلوله‌باران کردند. بعد از تخریب قسمتی از منزل و فرار حامیان سیدمرتضی و غارت منزل، سید مرتضی با دو-سه نفر به سمت کنسولگری بریتانیا حرکت کرد اما سربازان دولتی او را دستگیر و به شدت مورد ضرب و شتم قرار دادند.
بعد از دستگیری سید مرتضی که سرکنسول بریتانیا، مستر چیک ویس، نیز در آن محل حضور داشت، او را در هلهله و هیاهو به دارالحکومه بردند و تسلیم حکومت کردند. چند روز بعد از دستگیری سید مرتضی، رئیسعلی دلواری با عده‌ای از روسای دشتی تصمیم گرفت به بوشهر حمله کند و سید مرتضی را آزاد کند اما احمدخان دریابیگی که از برنامه حمله رئیسعلی آگاه شده بود سید مرتضی را به کشتی مظفری در وسط دریا منتقل کرد. سید مرتضی پس از هجده روز توقیف در کشتی مظفری، در ۸ رجب ۱۳۲۷ ه‍.ق / ۲۶ ژوئیه ۱۹۰۹ م. به همراه خانواده اش به نجف تبعید شد.
یکی از دلایل شکست قیام و سید مرتضی و مشروطه خواهان بوشهر، سرخوردگی تاجران بوشهری از مشروطه خواهان بود. در طی ماهی که بوشهر در دست مشروطه خواهان و سید مرتضی بود و جاده بوشهر-شیراز نیز ناامن شده بود، متحمل ضرر شده بودند و خواستار حکمفرما شدن آرامش در منطقه بودند. یکی دیگر از دلایل شکست این قیام را ارتباط سید مرتضی با آلمان‌ها می‌دانند.
با آغاز دوره انقلاب مشروطیت، انجمن‌هایی در بوشهر شکل گرفتند که از آنها می‌توان به انجمن ایالتی (مجلس ملی) و ولایتی، بلدیه، اتحادیه تجار، داوطلبان ملی، شوکت اسلامیه، صفا، تجارت، اتحاد اسلامی و وکلای مدرسه سعادت اشاره کرد. در این بین لژ فراماسونری نیز در بوشهر فعالیت داشته است. لژ نظامی فراماسونری دیگری نیز در دستک (در ۱۴ کیلومتری بوشهر) بین سالهای ۱۹۱۴–۱۹۱۸ م. که بوشهر تحت اشغال بریتانیا بود، وجود داشته است.

##### کشتی رافائل

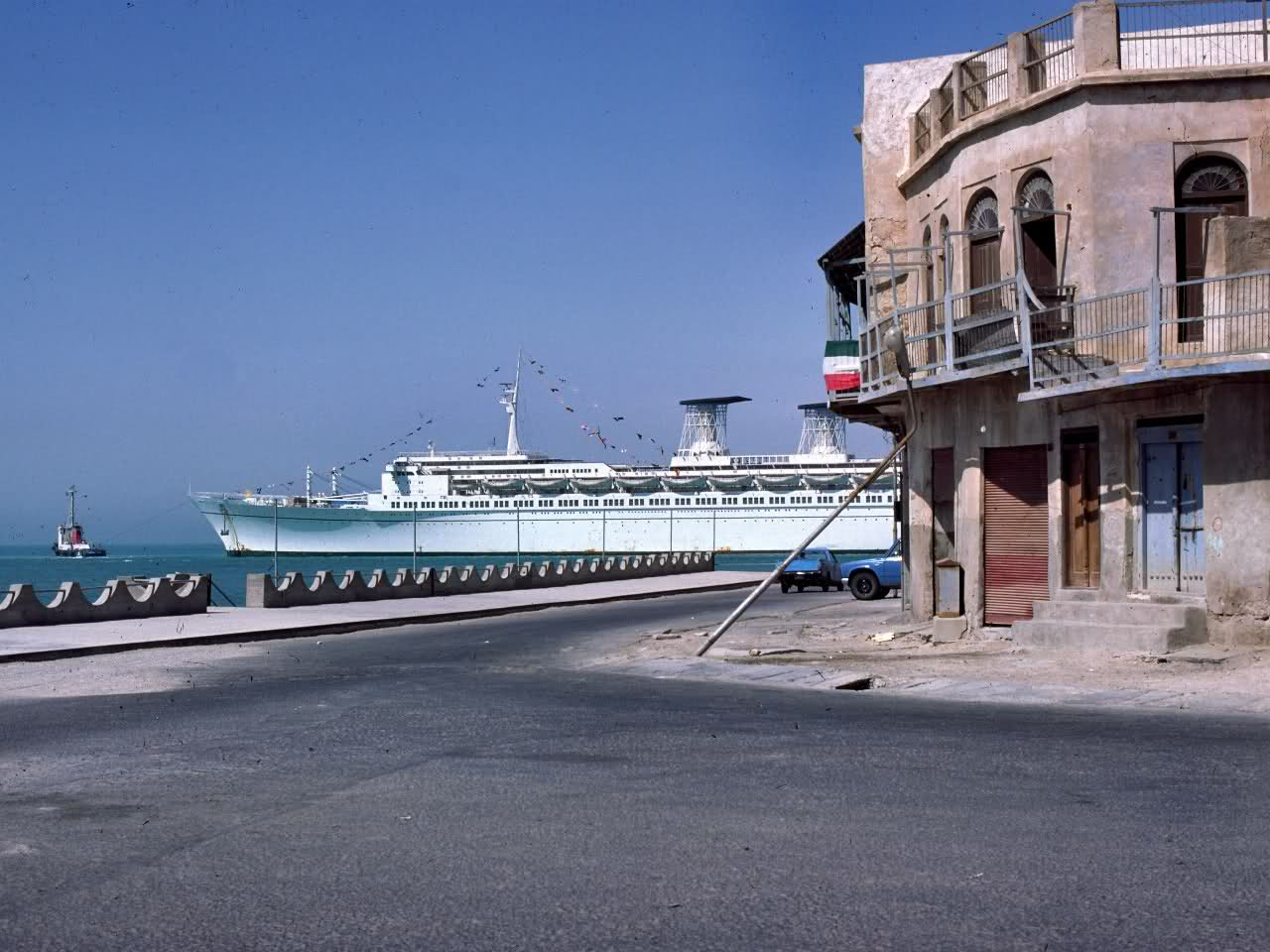
تصویری قدیمی از کشتی رافائل در بوشهر

در سال ۱۹۷۶ محمدرضا پهلوی ۲ کشتی توریستی به نام‌های «رافائل» و «میکل آنژ» را  به‌دلیل عدم توانایی ایتالیایی‌ها در بازپرداخت تسهیلاتی که سال‌ها قبل دولت ایران به این کشور پرداخت کرده بود، بعنوان غرامت دریافت کرد. میکل آنژ که کوچکتر بود به بندرعباس و رافائل به بوشهر فرستاده و ساکن شدند. در این دوره، کشتی رافائل که با ۲۷۶ متر طول و ۳۱ متر عرض از کشتی تایتانیک هم بزرگتر بود مورد توجه و علاقه مردم بوشهر و حتی کشور قرار گرفت به‌طوری که به آن لقب «تایتانیک ایران» را داده بودند. با شروع جنگ تحمیلی محل استقرار این کشتی بمباران شد به همین علت با یدک‌کش هزار متر در کنار ساحل جابه‌جا شد اما در روز پنجشنبه ۲۶ آبان ۱۳۶۲ هواپیماهای عراقی بالاخره در گرماگرم بمباران خارگ و بوشهر آن را هدف موشک قرار داده و به آن آسیب جدی وارد کردند به حدی که رافائل تا نیمه در آب‌های کم عمق ساحلی لنگرگاه بوشهر فرورفت. چیزی نگذشت که یک کشتی باری به نام ایران سیام ناگهان به صورت اتفاقی با آن برخورد کرد و به بدنه اش آسیب جدی رساند و نهایتاً کشتی رافائل به‌طور کامل غرق شد. حضور کشتی رافائل در بوشهر برای مردم بوشهر به یک خاطره فراموش نشدنی تبدیل شده است و اخیراً مستندی دربارهٔ این کشتی ساخته شده و در شبکه مستند صداوسیمای ایران پخش شده است.

## جغرافیا

### موقعیت
بوشهر بر کرانه‌های خلیج بوشهر واقع در شبه‌جزیره بوشهر در موقعیت جغرافیایی ۲۸ درجه و ۵۹ دقیقه و ۳ ثانیه، و عرض جغرافیایی ۵۰ درجه و ۵۱ دقیقه و ۱۵ ثانیهٔ طول شرقی نسبت‌به نصف‌النهار گرینویچ قرار دارد. طول این شبه‌جزیره حدود ۱۵ کیلومتر و عرض آن بین ۲ الی ۴ کیلومتر است. این شهر یا هم‌سطح دریا یا در برخی قسمت‌ها پایین‌تر از سطح دریا قرار دارد. بوشهر فقط از سمت شرق به خشکی راه دارد که در این قسمت جادهٔ ورودی به شهر به نام جادهٔ شیراز - بوشهر قرار دارد.

### پوشش گیاهی
شهر بوشهر به‌دلیل موقعیت و خاک فقیر و شوری آن دارای پوشش گیاهی قابل توجهی نیست؛ اما اخیراً کاشت نهال حرا در ساحل بوشهر آغاز شده و کم‌کم وضعیت پوشش گیاهی این شبه‌جزیره را تغییر خواهد داد.

### آب‌وهوا

نقشهٔ آب‌وهوایی ایران؛ بندر بوشهر در جنوب غرب کشور قرار گرفته و آب‌وهوای آن نیمه‌بیایانی گرم است.

شهر بوشهر به‌دلایلی دارای آب‌وهوای گرم است که این دلایل عبارت‌اند از: قرار گرفتن در عرض‌های پایین جغرافیایی و نزدیکی به مدار رأس سرطلان، کمی ارتفاع نسبت‌به سطح دریا، کمبود پوشش گیاهی، قرارگرفتن در مسیر بادهای گرم عربستان، کمی بارش. طبق بررسی‌ها متوسط دمای بوشهر ۲۵ درجهٔ سانتیگراد و معدل حداکثر دما ۴۲ درجهٔ سانتیگراد بوده است. از ویژگی‌های مهم آب‌وهوایی شهر بوشهر می‌توان به پدیدهٔ شرجی اشاره کرد.
| آب و هوای بندر بوشهر            | آب و هوای بندر بوشهر | آب و هوای بندر بوشهر | آب و هوای بندر بوشهر | آب و هوای بندر بوشهر | آب و هوای بندر بوشهر | آب و هوای بندر بوشهر | آب و هوای بندر بوشهر | آب و هوای بندر بوشهر | آب و هوای بندر بوشهر | آب و هوای بندر بوشهر | آب و هوای بندر بوشهر | آب و هوای بندر بوشهر | آب و هوای بندر بوشهر |
|                                 | ژانویه               | فوریه                | مارس                 | آوریل                | مـــــه              | ژوئـن                | ژوئیـه               | اوت                  | سپتامبر              | اکتبـر               | نوامبر               | دسامبر               | سـال                 |
| ------------------------------- | -------------------- | -------------------- | -------------------- | -------------------- | -------------------- | -------------------- | -------------------- | -------------------- | -------------------- | -------------------- | -------------------- | -------------------- | -------------------- |
| گرم‌ترین C°                      | ۲۵                   | ۲۶                   | ۳۶                   | ۳۶                   | ۴۰                   | ۴۱                   | ۴۲                   | ۴۰                   | ۴۰                   | ۳۸                   | ۳۶                   | ۲۶                   | ۴۲                   |
| میانگین گرم‌ترین‌ها C°            | ۱۶                   | ۱۸                   | ۲۱                   | ۲۶                   | ۳۱                   | ۳۳                   | ۳۵                   | ۳۵                   | ۳۴                   | ۳۰                   | ۲۵                   | ۱۹                   | ۲۷                   |
| میانگین سردترین‌ها C°            | ۱۲                   | ۱۳                   | ۱۷                   | ۲۱                   | ۲۶                   | ۲۹                   | ۳۱                   | ۳۱                   | ۲۹                   | ۲۵                   | ۲۰                   | ۱۵                   | ۲۳                   |
| سردترین C°                      | -۱                   | ۲                    | ۵                    | ۲                    | ۱۶                   | ۱۳                   | ۲۳                   | ۲۲                   | ۲۱                   | ۱۱                   | ۷                    | ۶                    | -۱                   |
| منبع: سایت ودربیس ۸ ژانویه ۲۰۱۳ |                      |                      |                      |                      |                      |                      |                      |                      |                      |                      |                      |                      |                      |

## فرهنگ و هنر

### سینما، تئاتر، نگارخانه و موسیقی
سینماهای شهر بوشهر عبارت‌اند از سینما بهمن (با سه سالن به نام‌های فانوس، ساحل، و دریا)، کانون پرورش فکری کودکان، شهید آوینی، شهدای نیروگاه اتمی، و ولایت.
در حوزهٔ تئاتر، بوشهر به‌عنوان یک شهر کوچک در میان ۵ کلانشهر ایران قرار گرفته که در آن جشنوارهٔ تئاتر فجر برگزار شده است. در شهر بوشهر ۳ سالن تئاتر وجود دارد که از این میان می‌توان به سالن‌های استاد لطفی با ظرفیت ۶۰ نفر، استاد صغیری با ظرفیت ۱۴۰ نفر و استاد امیری با ظرفیت ۸۰ نفر اشاره کرد. درحال حاضر اولین نگارخانهٔ تخصصی و استاندارد این شهر با نام نگارخانه سوره در سال ۱۳۹۷ در بوشهر افتتاح شد. همچنین هر ساله یک فستیوال موسیقی به نام فستیوال موسیقی کوچه در بوشهر برگزار می‌شود که موسیقی‌های بومی و محلی در آن نواخته می‌شود.

### فرهنگ‌سرا
درحال حاضر یک فرهنگ‌سرا تحت مدیریت بخش خصوصی با نام شهید گنجی در شهر بوشهر وجود دارد.

### کتابخانه‌ها
نخستین قرائت خانه یا کتابخانه آموزشی بوشهر در مدرسه سعادت و در سال ۱۲۸۵ ه‍.ش / ۱۳۲۴ ه‍.ق / ۱۹۰۶ م. تأسیس شد. بعد از آن در سال ۱۳۰۰ قرائت خانه «فردوسی» و «نادری» راه اندازی شدند. از سال ۱۳۲۲ تا ۱۳۳۲ «قرائت خانه ایران و انگلیس» در بوشهر جهت انجام فعالیت‌های فرهنگی و تبلیغاتی متفقین و انگلستان برپا بود.
در سال ۱۳۲۹ ه‍.ق / ۱۹۱۱ م. کتابخانه اسلامیه بعنوان چهارمین کتابخانه عمومی کشور در بندر بوشهر بعد از شهرهای رشت، شیراز و تهران تأسیس شد.
۱۵ کتابخانه در شهر بوشهر وجود دارد که عبارت‌اند از کتابخانهٔ ملی ایران شعبه بوشهر، کتابخانهٔ ادارهٔ کل بنادر و دریانوردی، کتابخانهٔ ادارهٔ کل حفاظت محیط‌زیست، کتابخانهٔ ادارهٔ کل منابع طبیعی و آبخیزداری، کتابخانهٔ استانداری بوشهر، کتابخانهٔ مرکز تحقیقات و آموزش کشاورزی و منابع طبیعی، کتابخانهٔ مؤسسهٔ استاندارد و تحقیقات صنعتی، کتابخانهٔ شهید مطهری، کتابخانهٔ بنیاد بین‌المللی غدیر، کتابخانهٔ سازمان قضایی نیروهای مسلح، کتابخانهٔ بنیاد ایران‌شناسی، کتابخانهٔ مصلحیان (کتابخانهٔ شبانه‌روزی)، کتابخانهٔ مرکز تربیت معلم بنت الهدا صدر، کتابخانهٔ پستی بوشهر، کتابخانهٔ کانون پرورش فکری کودکان و نوجوانان مرکز شمارهٔ ۱ بوشهر، کتابخانهٔ پژوهشکدهٔ میگوی کشور

## مردم

### جمعیت
بوشهر پرجمعیت‌ترین شهر استان بوشهر و سومین شهر پرجمعیت جنوب ایران به‌شمار می‌رود. طبق سرشماری نفوس و مسکن سال ۱۳۸۵ جمعیت شهر بوشهر ۱۷۷۶۳۰ نفر و ۴۲۷۷۷ خانوار بوده‌اند. از این تعداد ۹۴۷۹۵ نفر مرد و بقیه یعنی ۸۲۸۳۵ نفر زن بوده‌اند. براساس آمار بیشترین تراکم ابتدا در مرکز شهر و سپس به ترتیب در محلات سنگی و بهمنی بوده است. در سال ۱۳۹۵ طبق سرشماری نفوس و مسکن جمعیت بوشهر ۲۲۳۵۰۴ نفر و ۶۳۸۲۰ خانوار بوده است. از این تعداد ۱۱۵۲۶۰ نفر مرد و ۱۰۸۲۴۴ نفر زن بوده‌اند.
| مردان  | سن    | زنان   |
| ------ | ----- | ------ |
| ۳٬۸۱۲  | ۶۵+   | ۴٬۰۱۱  |
| ۳٬۳۲۹  | ۶۰–۶۴ | ۲٬۷۹۱  |
| ۴٬۱۷۸  | ۵۵–۵۹ | ۳٬۷۸۳  |
| ۵٬۱۰۵  | ۵۰–۵۴ | ۴٬۶۲۳  |
| ۷٬۱۳۶  | ۴۵–۴۹ | ۵٬۶۰۸  |
| ۸٬۳۲۴  | ۴۰–۴۴ | ۷٬۰۵۹  |
| ۱۱٬۵۴۴ | ۳۵–۳۹ | ۱۰٬۸۱۵ |
| ۱۳٬۶۱۳ | ۳۰–۳۴ | ۱۳٬۸۰۵ |
| ۱۱٬۶۳۶ | ۲۵–۲۹ | ۱۲٬۲۸۴ |
| ۱۰٬۶۳۳ | ۲۰–۲۴ | ۹٬۴۵۱  |
| ۸٬۳۷۲  | ۱۵–۱۹ | ۷٬۲۲۸  |
| ۸٬۲۷۳  | ۱۰–۱۴ | ۸٬۰۹۹  |
| ۹٬۶۷۰  | ۵–۹   | ۹٬۱۸۰  |
| ۹٬۶۳۵  | ۰–۴   | ۹٬۵۰۷  |

### اقوام
در تاریخ ۱۹۱۳ میلادی، ج.ج. لوریمر، سرکنسول انگلیس در بوشهر که جمعیت آن ۱۵هزار نفر بود، قومیت‌های موجود در شهر بوشهر را طبق جدول زیر اعلام کرد.
| قوم        | جمعیت (نفر) |
| ---------- | ----------- |
| بوشهری‌ها   | ۵۰۰۰        |
| شنبدی‌ها    | ۲۵۰۰        |
| کازرونی‌ها  | ۱۰۰۰        |
| بهبهانی‌ها  | ۱۰۰۰        |
| خنسیرها    | ۳۰۰         |
| شیرازی‌ها   | ۲۰۰         |
| تنگستانی‌ها | ۲۰۰         |
| دوانی‌ها    | ۲۰۰         |
| بحرینی‌ها   | ۲۰۰         |
| دهدشتی‌ها   | ۱۵۰         |
| دشتی‌ها     | ۱۰۰         |
| صمفانی‌ها   | ۴۰          |
| خراجی‌ها    | ۳۰          |
| اصفهانی‌ها  | ۱۰          |
| طهرانی‌ها   | ۱۰          |
| لنگه‌ای‌ها   | ۵           |

این جدول نشان می‌دهد که بیشترین قوم غالب در بوشهر از کدام بوده است. طبق این جدول قوم‌های غالب به‌ترتیب، خود بوشهری‌ها، شنبدی‌ها، کازرونی‌ها، بهبهانی‌ها، خنسیرها، شیرازی‌ها، تنگستانی‌ها، دوانی‌ها و بحرینی‌ها بوده‌اند. پس می‌توان گفت که نژاد مردم شهر بوشهر در اصل از این قوم‌ها بوده است.

#### ارامنه

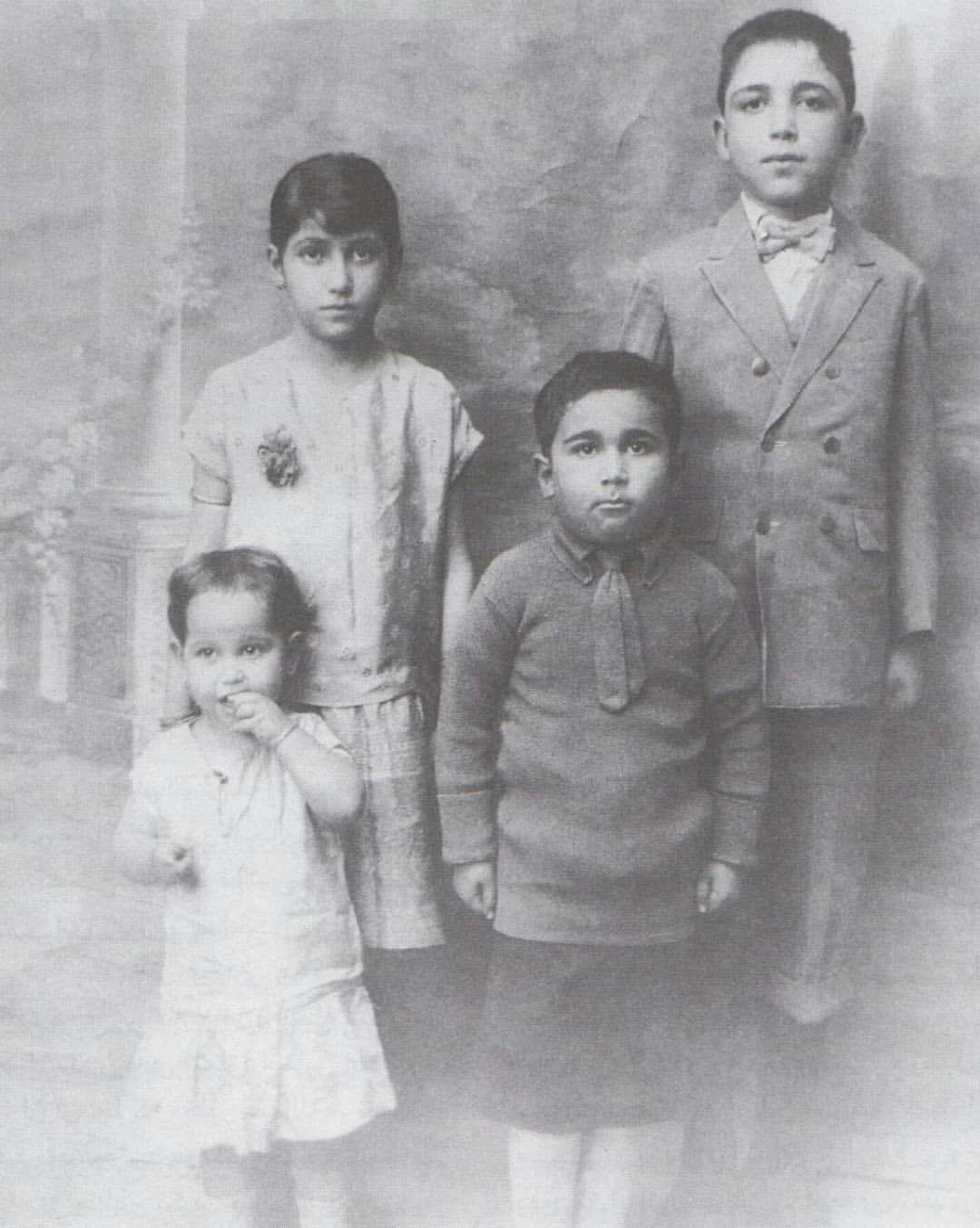
فرزندان یک خانواده یهودی بوشهری در ۱۹۲۸ میلادی

براساس اسناد موجود در بایگانی وزارت خارجه که کشیش واهاک (رئیس روحانی ارامنه بوشهر) با مجلس شورای ملی و وزارت خارجه مکاتبه داشته است می‌توان تخمین زد که حضور ارامنه در این شهر سیصد سال است. در واقع از دوره صفویان ارامنه در بوشهر حضور داشته‌اند. بعد از سقوط اصفهان توسط افغانها و در دوره پایانی صفویه، بخشی از این اقلیت به نواحی جنوبی  ازجمله بوشهر مهاجرت کردند. طبق گفته پیشینیان، مردم و ارامنه بوشهر با هم ارتباط بسیار نزدیکی داشته‌اند و ارامنه بوشهر مورد اعتماد مردم بوشهر بوده‌اند به‌طوری که اندوخته‌ها و دارایی‌های خود را به آنان می‌سپرده‌اند. همچنین در دوره مشروطه که قوای مردمی گمرک بوشهر را تصرف می‌کنند و بلژیکی‌ها را از ریاست خلع می‌کنند، یک ارمنی به نام مؤسس خان ارمنی را به ریاست آن منصوب می‌کنند. همچنین در تأمین مالی بعضی از فعالیت‌ها در بوشهر نیز مشارکت داشته‌اند.  درحال حاضر از کلیساهای ارامنه بوشهر می‌توان به کلیسای گئورگ مقدس اشاره کرد که خود بنوعی نشان از حضور بسیار زیاد اقلیت ارامنه در بوشهر داشته است.

#### یهودیان
طبق اطلاعات ذکر شده در اسناد تاریخی، در سالهای ۱۸۵۰ و ۱۸۶۰ م. به ترتیب حدود ۷۰ و ۳۵۰ نفر یهودی در بوشهر ساکن بوده‌اند. در سال ۱۹۰۰ م. یهودیان بوشهر به ۶۰۰ نفر می‌رسند که در محله‌های بهبهانی و دهدشتی و در منطقه‌ای به نام محله «کلیمی‌ها» ساکن بوده‌اند. شغل بیشتر یهودی‌های بوشهر زرگری، پارچه فروشی، مشروب فروشی، دارو فروشی و صرافی بوده است. یهودیان بوشهر دارای سه کنیسه بوده‌اند. در دهه ۱۳۳۰ ه‍.ش بیشتر یهودیان بوشهر به قصد زندگی در سرزمین موعود یعنی اسرائیل، بوشهر را ترک کردند. در دوره قاجار با وجود محدودیت برای یهودیان اما در بوشهر زندگی مسالمت آمیزی داشته‌اند به‌طوری که در انجام امورات زندگی و اجرای مراسمات مسلمانان؛ کمک کننده و یاری گر مسلمانان بوده‌اند. از خاندان مشهور یهودی بوشهر می‌توان به ساسون‌ها اشاره کرد.

### زبان
بوشهری‌ها فارسی با گویش بوشهری صحبت می‌کنند، گویش بوشهری گویشی است نزدیکی زیادی به فارسی‌میانه دارد.

## اقتصاد
از گذشته دور یکی از منابع درآمد مردم شهر بوشهر تجارت از راه دریا بوده است. در سفرنامه یوشیدا ماساهارو که بعنوان اولین فرستاده امپراتور ژاپن به ایران در دوره قاجار بوده و از بوشهر و دشتستان برای رسیدن به پایتخت عبور کرده است، نوشته شده که بیشتر تجار بزرگ و معتبر بوشهر یا ارمنی و یهودی بوده‌اند یا خارجی. او از خاندان یهودی ساسون‌ها در بوشهر بعنوان یکی از تجار بزرگ نام برد. از دیگر تجار مشهور بوشهر در آن دوران می‌توان به هوتس که هلندی بودند اشاره کرد. از شرکت‌های قدیمی تجاری در بوشهر می‌توان به موارد زیر اشاره کرد:
- شرکت هاتس و پسران (دارای دو شعبه در لندن و بوشهر)
- شرکت موییر توییدی (یک شرکت بریتانیایی)
- شرکت گری پل (یک شرکت بریتانیایی)
- شرکت دیوید ساسون (یک شرکت یهودی که در بوشهر و اصفهان شعبه داشت)

از شرکت‌های کشتیرانی قدیمی در بوشهر می‌توان موارد زیر را نام برد:
- کمپانی حاج ابوالقاسم بوشهری
- کمپانی کشتیرانی جهازات هند انگلیسی
- کمپانی کشتیرانی جهازات خلیج فارس
- کمپانی خط هامبورگ و آمریکا
- کمپانی روسی کشتی‌رانی و تجار

همچنین یوشیدا دو قلم از مهم‌ترین کالاهای صادراتی از این بندر را تریاک و اسب عنوان می‌کند. از دیگر نکات جالب این سفرنامه می‌توان به کاشت خربزه و هندوانه در بوشهر اشاره کرد که نشان می‌دهد مردم بوشهر ظاهراً در این منطقه کشاورزی می‌کرده‌اند و منبع درآمدشان هم بوده است.

اقتصاد شهر بوشهر در اصل بسیار وابسته به دریا است. صنایع دریایی مانند کشتی‌سازی و سکوسازی، تجارت دریایی، و شیلات نقش مهمی در اقتصاد مردیم این شهر داشته و دارد. اما چند ده سال از تأسیس منطقه ویژه اقتصادی بوشهر و دو شهرک صنعتی و یک ناحیه صنعتی دریائی بوشهر در کنار این شهر می‌گذرد و نقش این دو در اقتصاد مردم این شهر پررنگ تر شده است. جدای از اشتغال در محیط‌های اداری، وجود چندین پایگاه نظامی (پایگاه ششم شکاری، منطقه دوم نیروی دریای سپاه، نیروی دریایی ارتش(گردان تکاوران دریایی بوشهر)، نیروی هوافضای سپاه، پدافند هوایی شهید بوشهریان، و نیروی زمینی سپاه)، چندین نیروگاه اتمی و گازی از دیگر مواردی است که در ایجاد اشتغال و اقتصاد مردم نقش داشته است. از دیگر منابع درآمدی و اشتغال مردم بوشهر، می‌توان به وجود مراکز تجاری و تفریحی در بوشهر اشاره کرد که هم‌اکنون  درحال افزایش می‌باشد.

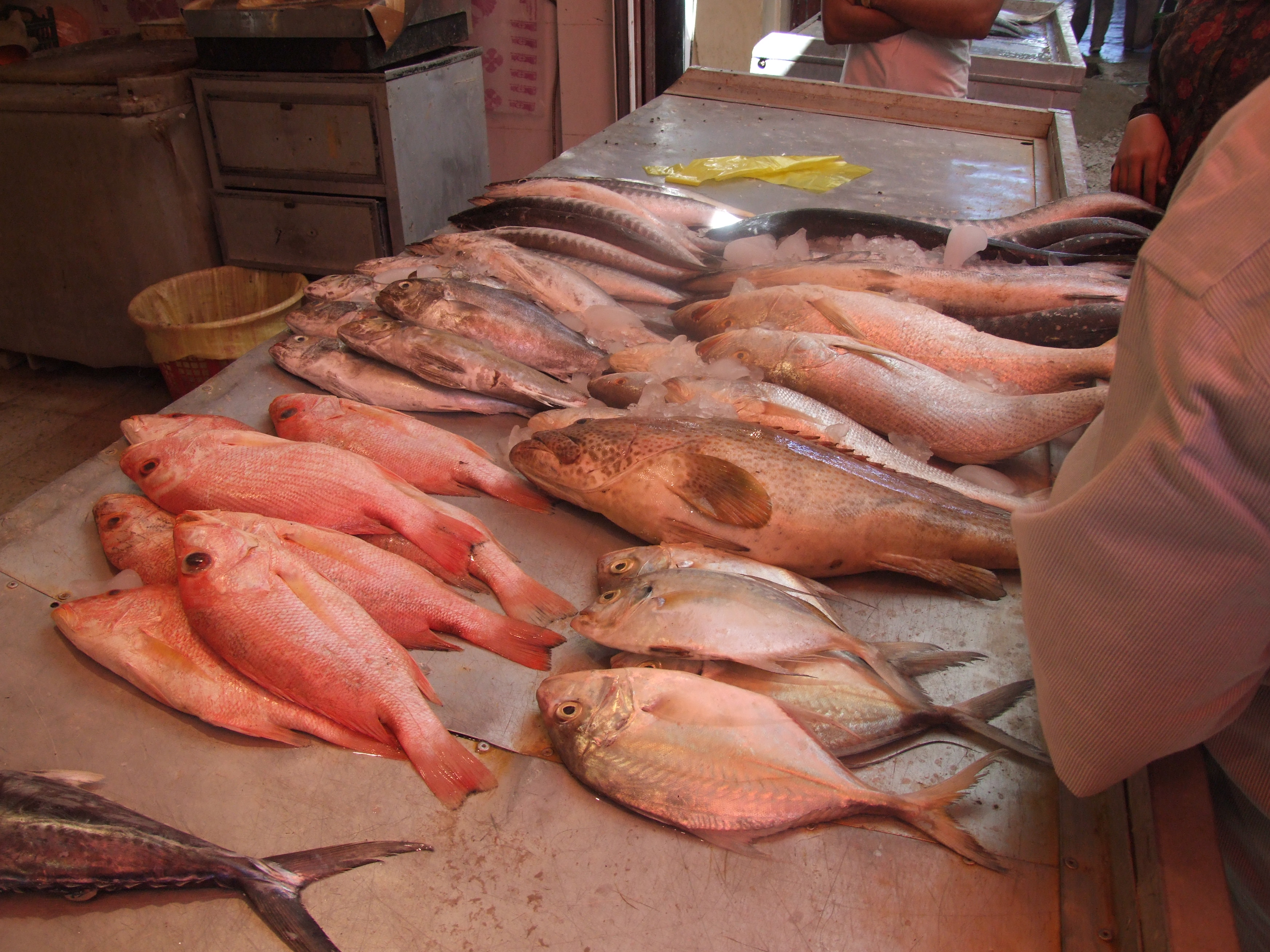
ماهی‌های صید شده که در شهر بوشهر فروخته می‌شوند
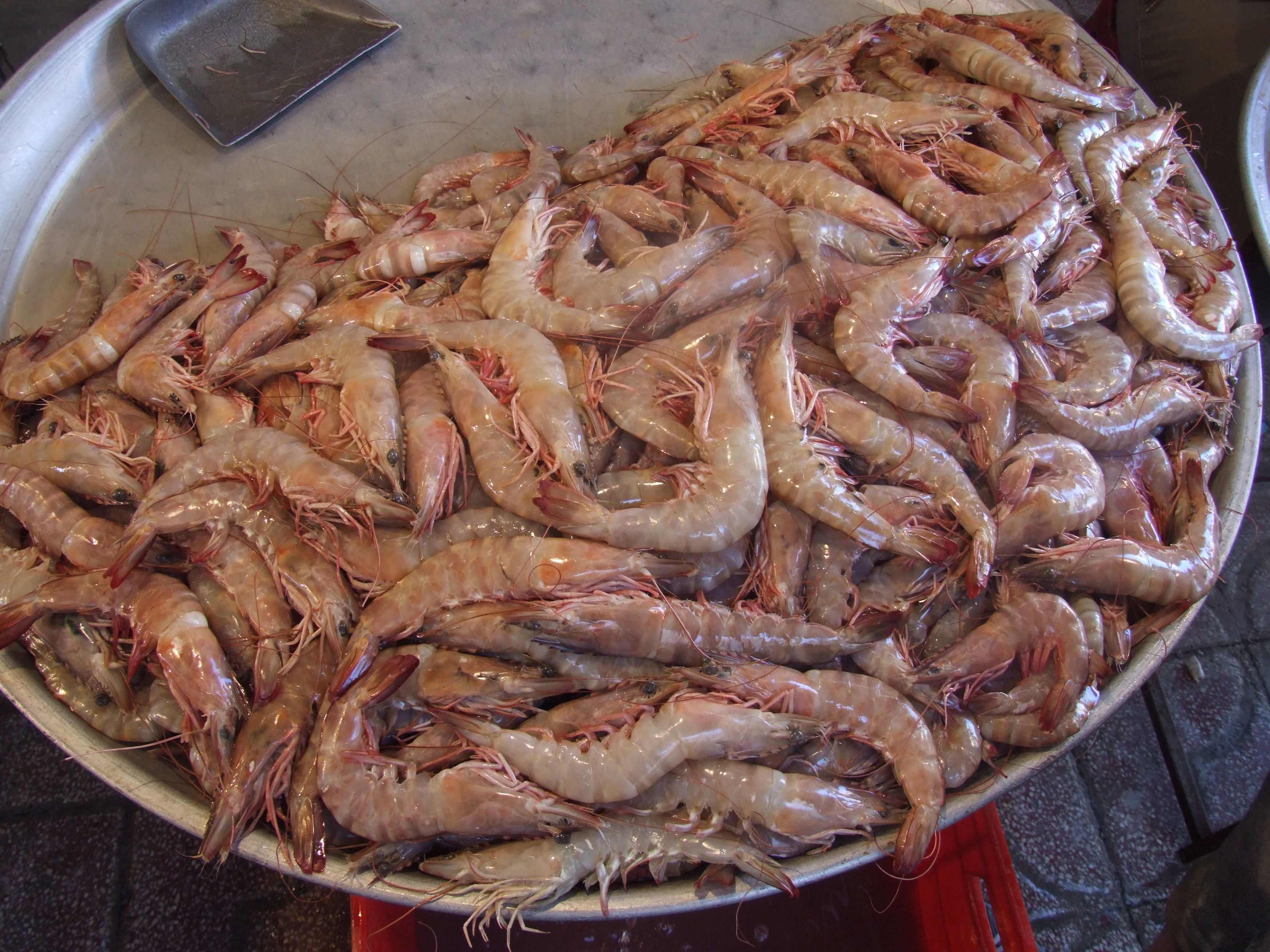
فروش میگو در شهر بوشهر
یک کشتی  درحال ساخت در بوشهر سال ۱۳۰۳ (اثر والتر میتل‌هولتسر)
اسکله بوشهر و بارهای در اسکله برای بارگیری در سال ۱۳۰۳ (اثر والتر میتل‌هولتسر)

## جاذبه‌های گردشگری

### تاریخی

موزه منطقه‌ای خلیج فارس در بوشهر (بزرگ‌ترین موزه جنوب کشور)

قسمت ساحلی بافت قدیم بوشهر در سال ۱۳۷۸ با شماره ۲۳۶۰ در فهرست آثار ملی ایران ثبت شد. تقریباً تمامی این نواحی قدیمی و مربوط به دورهٔ حکومت‌های پیشین است. از اماکن تاریخی و دیدنی این شهر می‌توان به مراکز مقابل اشاره نمود: ریشهر، آب انبار قوام، خانه قاضی، عمارت دهدشتی، مدرسه گلستان، بافت شهر بوشهر، عمارت کلاه‌فرنگی بوشهر، عمارت گلشن، کلیسای ارامنه گریگوری، گورستان مهاجمین انگلیسی، قبر جنرال، عمارت کوتی، مدرسه سعادت، عمارت ملک بوشهر، آرامگاه اصفهانی، معبد خدا دریا، کلیسای مسیح مقدس، قلعه هلندی‌ها، کنیسه یهودیان، عمارت حاج رئیس

### مذهبی

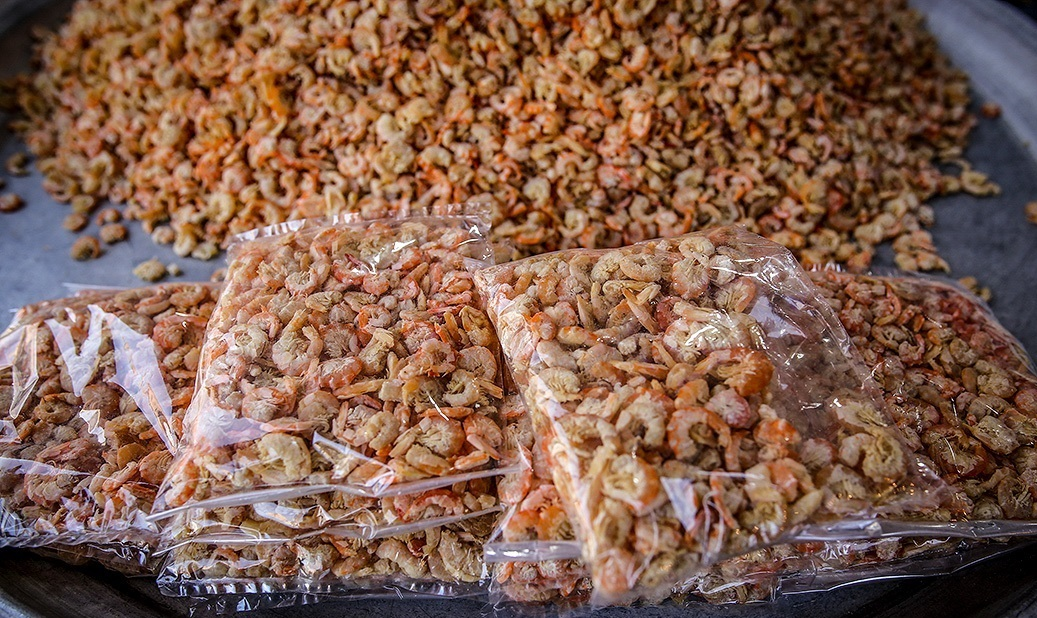
میگو خشک یکی از سوغاتی‌های شهر بوشهر

- امامزاده عبدالمهیمن

### طبیعی

#### بوستان‌ها
بوستان‌های شهر بوشهر عبارتند از: مرجان، مروارید، لیان، خلیج فارس، شغاب

### موزه
موزه‌های شهر بوشهر عبارت‌اند از: باستان‌شناسی، مردم‌شناسی بوشهر، دریا و دریانوردی خلیج فارس، تاریخ طبیعی، تاریخ پزشکی خلیج فارس، موزه منطقه‌ای خلیج فارس (بزرگ‌ترین موزه جنوب ایران)، موزه تجارت دریایی خلیج فارس، دهدشتی

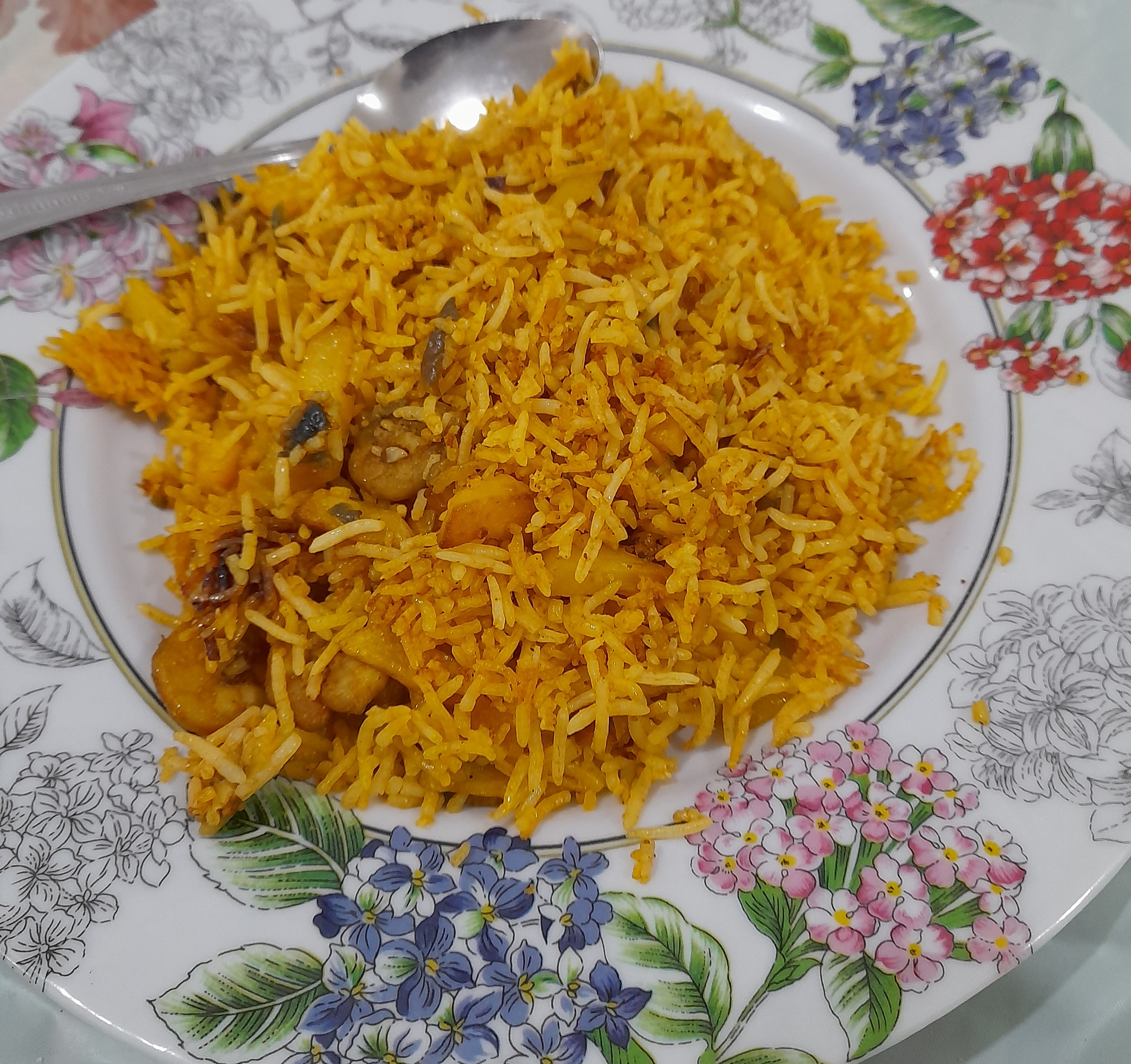
میگوپلو بوشهری

### هتل و مراکز اقامتی
- هتل سیراف (رضا، سابق)؛ خیابان امام خمینی (سنگی)
- هتل دلوار: میدان رئیس علی دلواری
- هتل پرواز: خیابان ساحلی، روبه‌روی پارک مرجان
- هتل آپارتمان آسمان: بوشهر. خیابان حافظ جنوبی
- هتل آپارتمان پاسارگاد: بوشهر. خیابان خمینی
- مهمان‌سرای ایران: خیابان صفوی
- مهمان‌سرای سعدی: خیابان حافظ
- مهمان‌سرای کسری: خیابان نادر
- مهمان‌سرای قصر طلایی: خیابان لیان
- هتل آپارتمان یاس: خیابان عاشوری
- هتل آپارتمان جزیره: کوی بندر
- هتل ورزش: خیابان ورزش
- هتل پلاس: چهارراه کشتیرانی

### نمایشگاه بین‌المللی
شرکت نمایشگاه‌های بین‌المللی شهر بوشهر در سال ۱۳۸۱ تشکیل گردید و هم‌اکنون در کیلومتر ۴ جاده بوشهر-برازجان قرار دارد.

### سوغات
از سوغات‌های شهر بوشهر می‌توان به ماهی، میگو، گلیم، قالی، مسقطی، و حصیر اشاره کرد.

## ترابری

### فرودگاه

اهالی بوشهر به همراه تعدادی تکنسین درحال انتقال هواپیما در فرودگاه بوشهر در سال ۱۳۰۳ (والتر میتل‌هولتسر)

فرودگاه بین‌المللی شهدای بوشهر در سال ۱۲۹۸ هجری شمسی ایجاد شد که  درحال حاضر یک سده از تأسیس آن می‌گذرد. در گذشته، این فرودگاه یکی از دو قطب اصلی فرودگاهی کشور بوده است به طوری که اولین میزبان خطوط هوایی بزرگ و مهم دنیا همچون بریتیش ایرویز انگلستان و کی ال ام هلند در ایران بوده است. گفته شده که اولین محموله هواپیماهای خریداری شده برای ارتش شاهنشاهی ایران در سال ۱۳۰۳ هجری شمسی در بندر بوشهر تحویل و از این فرودگاه به دیگر نقاط کشور فرستاده شده است. در سال ۱۹۱۹ میلادی اولین پرواز بین اروپا و هندوستان راه اندازی شد که در فرودگاه بین‌المللی بوشهر جهت سوختگیری و سرویس، نشست و برخاست داشت و همچنین از اولین پروازهایی بود که از آسمان ایران استفاده می‌کرد. این فرودگاه  به‌دلیل امکانات و تجهیزات، و سامانه‌های پیشرفته ناوبری هوایی از توان بسیار بالایی برخوردار است.  درحال حاضر کار مطالعات احداث فرودگاه جدید بوشهر تمام شده است و قرار است این فرودگاه در ۲۵ کیلومتری بندر بوشهر (بین چغادک و احمدی) با ۴۲۵۰ هکتار وسعت ایجاد گردد.
پروازهای بین‌المللی فرودگاه بوشهر به عراق، سوریه، عربستان سعودی و کشورهای حوزهٔ خلیج فارس چون امارات متحده عربی صورت می‌پذیرد.
پروازهای داخلی فرودگاه بوشهر هم‌اکنون به تهران، اصفهان، شیراز، مشهد، خارگ، تبریز، رشت، بندرعباس، کیش انجام می‌شود.

### مسافری و گردشگری دریایی

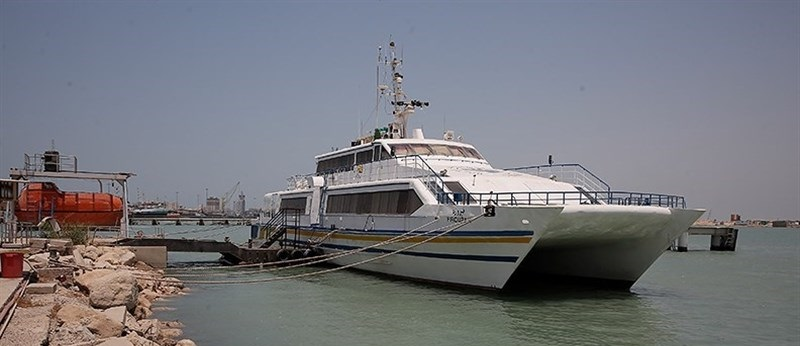
پایانه بین‌المللی مسافری و گردشگری دریایی بوشهر

بوشهر دارای یک پایانهٔ بین‌المللی مسافری و گردشگری دریایی است که برای مسیر خارگ-بوشهر نیز مورد استفاده قرار می‌گیرد. همچنین مسئولان استان هنوز  درحال پیگیری برای برقراری خط کشتیرانی بوشهر-قطر هستند اما هنوز این امر محقق نشده است.

### راه‌آهن
در حدود سال ۱۲۹۸ هجری شمسی، انگلیسی‌ها با استفاده از هندوها بین بوشهر و برازجان یک خط ریلی ایجاد کردند تا از آن جهت مقاصد نظامی استفاده کنند. انگلیسی‌ها به شهرداری بوشهر پیشنهاد فروش این خط ریلی را دادند؛ اما چون شهرداری توانایی خرید آن را نداشت پس مصالح خط ریلی را جمع می‌کنند و به بصره می‌برند.
بعد از انقلاب اسلامی، در دولت دهم، طرح راه‌آهن بوشهر شیراز به طول ۴۳۹ کیلومتر تصویب شد؛ اما به‌علت نبود اعتبارات مالی متوقف شد. این پروژه به ۱۱ قطعه تقسیم شده است. قرار بوده است که این خط راه‌آهن از مرودشت در شمال شیراز آغاز و پس از عبور از کوار، فیروزآباد، فراشبند، کلمه، بوشکان، اهرم و چغادک عبور کرده و نهایتاً به بوشهر متصل شود. در قسمت دیگر، محور دیگری از اهرم شروع و با گذشتن از خورموج و کنگان به بندر عسلویه متصل شود. تأمین اعتبار این پروژه نیز قرار بوده است تا توسط وزارت نفت انجام شود که ظاهراً این وزارتخانه از ۱۳۸۹ از تأمین اعتبار این خط ریلی شانه خالی کرده است. در سال ۱۴۰۱، احداث راه‌آهن شیراز-بوشهر از سر گرفته شد به شرط آنکه ساخت مسیر ریلی شیراز- بوشهر-عسلویه ۴۰ هزار میلیارد تومان اعتبار نیاز داشته باشد که مصوب شد از محل تهاتر نفت و در مدت زمان ۳ سال انجام شود

### اتوبوس و تاکسی برون‌شهری
درحال حاضر شهر بوشهر دارای یک ترمینال اتوبوس جهت مقاصد برون‌شهری و برون استانی است که در قسمت جنوبی شهر و در جادهٔ برازجان - بوشهر قرار دارد. یازده شرکت مسافربری با ۱۲۰ اتوبوس و ۱۱۰ تاکسی  درحال خدمت‌رسانی به مسافران در این ترمینال هستند.

### اتوبوس و تاکسی درون‌شهری
درحال حاضر با وجود پاندمی کرونا ۳۰ دستگاه اتوبوس شهری در ۱۱ خط  درحال انجام فعالیت هستند. همچنین در بوشهر حدود ۴۰۰ تاکسی زرد شهری وجود دارد که  به‌دلیل فرسودگی فقط ۲۰۰ عدد  درحال استفاده می‌باشند. از دیگر تاکسی‌های عمومی در شهر بوشهر می‌توان به تاکسی بیسیم اشاره کرد.

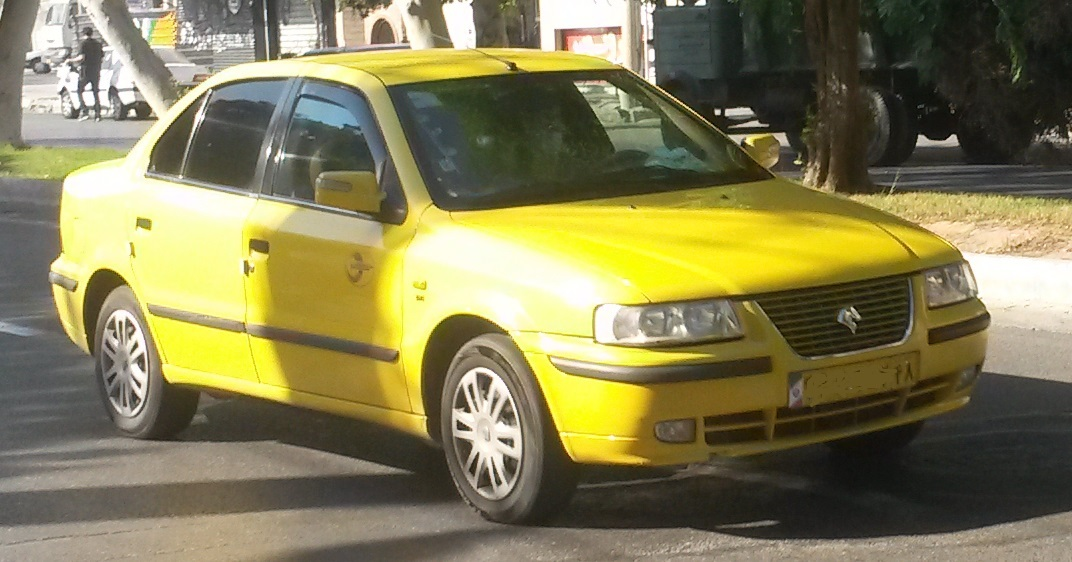
تاکسی زرد شهر بوشهر
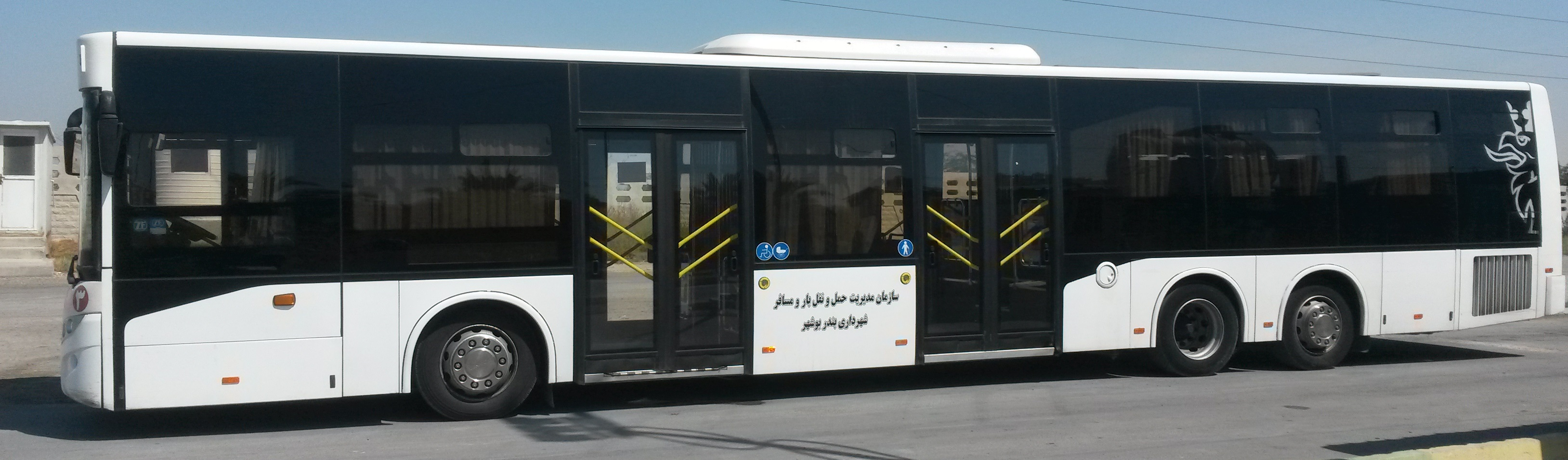
اتوبوس شهری شهر بوشهر
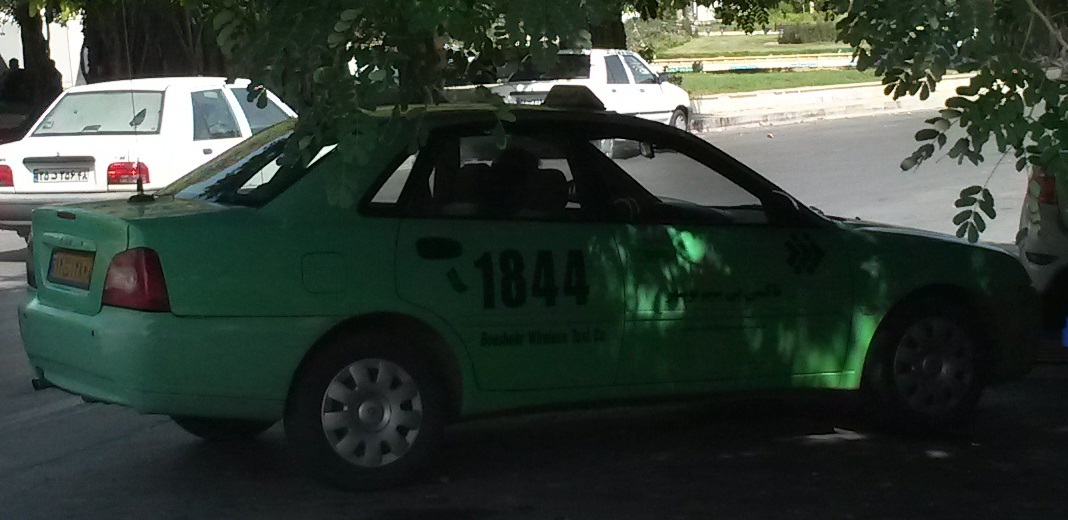
تاکسی بیسیم بوشهر

## سیما و رسانه‌ها

### صدا و سیما
صدا و سیمای مرکز بوشهر که شامل دو بخش تلویزیونی و رادیویی است، برنامه‌های متعددی را پخش می‌کند. شبکه بوشهر هم‌اکنون هر روز به مدت ۲۴ ساعت برنامه‌های خود را به مخاطبان ارائه می‌کند. رادیو بوشهر نیز به‌عنوان یکی از رادیوهای محلی کشور هم‌اکنون به صورت ۲۴ ساعته فعالیت می‌کند.

### نشریه‌ها
اولین روزنامه مستقل و محلی بوشهر در سال ۱۳۱۸ ه‍.ق / ۱۹۰۰ م. با نام «طلوع» شروع به فعالیت کرد. مدیر و سردبیر آن عبدالحمیدخان ثقفی ملقب به «متین السلطنه» بود. روزنامه بعدی، «مظفری» بود که در ۱۷ شوال ۱۳۱۹ / ۱۹۰۱ م. در ۱۶ صفحه و قطع خشتی در بوشهر منتشر شد. بعد از آن در ۱۳۲۷ ه‍.ق / ۱۹۰۹ م. روزنامه «اصلاح» در چهار صفحه و با خط نسخ و چاپ سنگی منتشر شد که مدیر آن محمدرضا دریس (معروف به بوشهری) این روزنامه در بمبئی هندوستان چاپ می‌شد. هدف از فعالیت آن تحقق آرمان دموکراسی و مشروطیت و افشای جنایات محمدعلی شاه قاجار بود. در سال ۱۳۲۵ / ۱۹۴۶ م. روزنامه «ندای جنوب» با صاحب امتیازی و سردبیری محمدباقرخان تنگستانی در بوشهر منتشر شد. البته از سال ۱۳۲۱ ه‍.ق / ۱۹۱۳ م. که بوشهر به دست قوای بریتانیایی افتاد، چاپ روزنامه در آن متوقف شد. اما واسموس روزنامه «ندای حق» را که خودش سردبیری آن را بر عهده داشت در سال ۱۳۳۴ ه‍.ق / ۱۹۱۶ م. در برازجان چاپ و منتشر کرد.

بوشهر سابقه صدساله در داشتن مطبوعات دارد. تبادل فرهنگی، اقتصادی و سیاسی بوشهر با نقاط دیگر جهان موجب ارتقا فرهنگی سیاسی و گسترش نشر و چاپ روزنامه‌ها و هفته‌نامه‌های مختلف از دوران مشروطیت در بوشهر شده است. روزنامه‌ها و هفته‌نامه‌هایی چون ندای جنوب، سنگلاخ، دریاکنار، پست خلیج، عرشه، طلوع، مظفری، اصلاح، ندای حق و… در دهه‌های گذشته تا زمان کودتای سال ۱۳۳۲، در بندر بوشهر، چاپ، نشر و توزیع می‌شده است. بعد از انقلاب ایران با تأخیر چند ساله، اولین هفته‌نامهٔ بوشهر، «آئینه جنوب»، در سال (۱۳۷۳) نشر گردید. نسیم جنوب دومین هفته‌نامهٔ استان بوشهر و قدیمی‌ترین نشریه  درحال انتشار بوشهر از اسفندماه ۱۳۷۶ تاکنون است.

### چاپخانه
اولین چاپخانه بوشهر «مظفری» نام داشته که اطلاعات زیادی از آن در دست نیست. چاپخانه دوم در بوشهر «احمدیه» نام داشته است که سید عبدالله علوی با خریداری و تجهیز آن چاپخانه «علوی» را بنیان‌گذاری می‌کند که با یک سده سابقه قدیمی‌ترین و پرسابقه‌ترین چاپخانه ایران و کرانه‌های شمالی و جنوبی خلیج فارس می‌باشد و هنوز هم مشغول به فعالیت است.

## ورزش

### ورزشگاه‌ها
از ورزشگاه‌های مهم و مشهور شهر بوشهر می‌توان به ورزشگاه شهید بهشتی و ورزشگاه شهید مهدوی اشاره کرد.

### باشگاه فوتبال
شهر بوشهر دارای دو باشگاه فوتبال مشهور می‌باشد که عبارت‌اند از باشگاه فوتبال ایرانجوان بوشهر و باشگاه فوتبال شاهین بوشهر که هر دو سابقهٔ حضور در جام حذفی و لیگ برتر را در کارنامه خود دارند.

## مراکز آموزش عالی و دانشگاه‌ها
مکتب‌خانه «احمدیه» اولین مرکز آموزشی در بندر بوشهر بوده است که «شیخ احمد» مدیریت آن را بر عهده داشته است. بعد از مرگ شیخ احمد، «واثق الملک» که کارگزار بوشهر بوده است، به همراه احمدخان دریابیگی بنیان «مدرسه سعادت» را با تغییراتی بر همین مکتب‌خانه در سال ۱۳۱۷ ه‍.ق ایجاد کردند. البته نام سعادت برگرفته از نام محمدحسین سعادت است که به درخواست احمدخان دریابیگی این مدرسه را ایجاد کرد. مدرسه سعادت در کل ایالت فارس نخستین مدرسه به سبک جدید بوده است.

رصدخانه مهر بوشهر بزرگ‌ترین رصدخانه دانش آموزی کشور

دومین مدرسه غیردولتی در بوشهر، مدرسه «تربیت» بوده است. مدرسه ایرانیان بحرین (تأسیس ۱۳۲۲ ه‍.ق) از دیگر مدارس مشهور بوشهر بود که در خود بحرین تأسیس شد. از مدارس دیگر می‌توان به مدرسه فردوسی، پورسینا یا سالاریه، معینی، اخوت، شاهدخت و مدرسه فرانسوی زبان فرانسوی‌ها اشاره کرد. از دانشگاه‌های بوشهر می‌توان به موارد زیر اشار کرد:
- دانشگاه خلیج فارس
- دانشگاه علوم پزشکی بوشهر
- دانشگاه الزهرا
- دانشگاه جامع علمی کاربردی بوشهر
- دانشگاه آزاد اسلامی واحد بوشهر عالیشهر
- دانشگاه آزاد اسلامی واحد علوم و تحقیقات استان بوشهر
- دانشگاه پیام نور مرکز بوشهر
- دانشکده فنی پسران بوشهر
- دانشگاه فرهنگیان پردیس بنت الهدی صدر بوشهر (خواهران)
- مؤسسه غیرانتفاعی لیان بوشهر
- مؤسسه غیرانتفاعی خرد بوشهر
- آموزشکده فنی و حرفه‌ای سماء بوشهر
- دانشگاه فرهنگیان پردیس علامه طباطبایی بوشهر (برادران)
- مدرسه علمیه خمینی بوشهر
- دانشگاه علمی کاربردی فرهنگ و هنر بوشهر

## افول بوشهر
بوشهر در دوره افشاریه، زندیه، قاجاریه و دوران پهلوی اول مهم‌ترین و مشهورترین بندر خلیج فارس بوده است به‌طوری که حدود ۲۰ کشور در آن دارای کنسولگری بوده‌اند. در دوره قاجار به بوشهر «باب الابواب» خلیج فارس گفته می‌شده است. حاکم بوشهر در این دوره‌ها حکمران کل بندرها و جزایر خلیج فارس بوده و قلمرو آن تا بلوچستان و بندر چاه بهار را در بر می‌گرفته است (یعنی حتی بندرعباس و جزایر آن). اسدپور، استادیار گروه تاریخ دانشگاه خلیج فارس عوامل و موانع توسعه بوشهر را به دو دسته درونی و بیرونی تقسیم کرده که عبارتند از:
- موانع درونی:

1. موقعیت جغرافیایی و اقلیمی بوشهر
2. ضعف نخبگان و دیوانسالاران بومی
3. ساختارهای سنتی اقتصاد و معشیت
4. قاچاق
5. خروج نخبگان و عدم ماندگاری آنان
6. زوال و افول جامعه تجاری بوشهر
7. اوضاع نابه سامان سیاسی و اجتماعی
8. مهاجرت و پیامدهای آن
9. ضعف سرمایه‌گذاری‌های صنعتی بوشهر

- موانع بیرونی:

1. بحران‌های سیاسی و نظامی
2. سیاست‌های دولت‌های ایران
3. فاصله زیاد از پایتخت کشور
4. برخورداری و توسعه یافتگی استان‌های همجوار

## مشاهیر

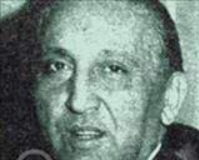
جواد بوشهری ملقب به امیرهمایون

بوشهر دارای مشاهیر در زمینه‌های متفاوتی در طول تاریخ بوده است. در حوزه سیاست می‌توان جواد بوشهری را بعنوان یکی از مشاهیر شهر بوشهر معرفی کرد. او سناتور، وزیر پست و تلگراف (در دوره نخست‌وزیری احمد قوام)، وزیر کشاورزی (در دوره نخست‌وزیری عبدالحسین هژیر)، وزیر راه (در دوره نخست‌وزیری محمد مصدق) و مدیر جشن‌های ۲۵۰۰ ساله شاهشنشاهی بوده است. از دیگر مشاهیر شهر بوشهر می‌توان به ناخدا عباس دریانورد اشاره کرد که از دریانوردان مشهور دوره خود بوده است. در حوزه دینی از مشاهیر این شهر می‌توان به سید عبدالله بلادی بوشهری و غلامعلی صفایی بوشهری اشاره کرد. از مشاهیر ادبی بوشهر می‌توان به صادق چوبک و در حوزه هنری می‌توان به غلامرضا نیکخواه و جهانبخش کردی‌زاده اشاره کرد. در حوزه ورزشی نیز می‌توان مهدی طارمی و مهدی قایدی را نام برد.

## مدیریت شهری

### شورا
شورای شهر بوشهر دارای ۹ عضو اصلی و ۵ عضو علی‌البدل است. در سال ۱۴۰۱ بودجه شهرداری شهر بوشهر و سازمان‌های وابسته آن ۹۴۰ میلیارد تومان و ۱۵۱۳ میلیارد تومان که ۵۰۰ میلیارد تومان آن اوراق مشارکت و مابقی نقدینگی است برای طرح‌های شهرداری بوشهر تصویب شد.

### معضلات شهری

نقشه شهر بوشهر و اطلاعات دریایی ساحل آن که در سال ۱۹۰۶ رسم شده است. در این نقشه که در مقیاس ۱:۲۳٬۴۰۰ رسم شده، شهر بوشهر و روستاها و موقعیت ساختمانهای اطراف آن به‌صورت دقیق تعیین شده است (مانند ساختمان انگلیسی‌ها و فرانسوی‌ها)

از معضلات شهر بوشهر می‌توان به مدیریت نامناسب فاضلاب و آب‌های جاری شده نزولات آسمانی یا زه ساختمان‌ها، عدم حفاظت صحیح از بافت قدیمی شهر، کمبود شدید امکانات تفریحی و مبلمان شهری ضعیف، ترافیک سنگین در برخی نقاط شهر مانند نقاط ورودی شهر، کمبود شدید محل پارک یا پارکینگ در برخی از خیابان‌های شلوغ مانند باغ زهرا و سنگی و خیابان‌های مرکز شهر، کمبود تاکسی زرد شهری و گرانی یا کمبود مسکن برای خرید یا اجاره نشینی اشاره کرد.

### محلات و مراکز شهری
امروزه محله‌های دهدشتی، شنبدی، کوتی و بهبهانی چهار محلهٔ شمالی و مرکزی بندر بوشهر هستند.
قدیمی‌ترین محلهٔ این شهر، ریشهر است که با همین نام پارسی حداقل قدمت آن به دوره عیلامی می‌رسد. در این منطقه پرتغالی‌ها بعد از ساخت بناهایی ساکن شدند.

از دیگر محله‌های این بندر می‌توان به صلح‌آباد، جُفره، جفره علی‌باش، جفره ماهینی، سنگی، شکری (بهشت صادق)، باغ زهرا، جبری، شغاب، کوی فرهنگیان، عالی‌آباد، ستم‌آباد، ظلم‌آباد، رونی، سبزآباد، سنگی، پودر، جلالی، مخ بلند، دواس، تل کوتی، بن مانع، عسلو، هلالی، نیدی، خواجه‌ها، دستک، امام‌زاده، رایانی، سرتل، تنگک (شمالی، وسطی، جنوبی)، تنگک غریب، تنگک محمد جعفری (رئیس)، تنگک زنگنه، نیروگاه اتمی، هلیله، بندرگاه، دروازه، چاه‌کوتاه، آب طویل، توحید اشاره کرد.

### روز ملی بوشهر
هم‌اکنون ۱۸ اسفند ماه، سالروز تأسیس مدرسهٔ سعادت، روز بوشهر نام گرفته شده است. این روز با به‌کارگیری حروف ابجد و همراهی آن با مناسبت‌های مختلف تاریخی، فرهنگی، قهرمانی استان بوشهر تعیین شد.

### شهروندان افتخاری
در سال ۱۳۹۱، هم‌زمان با روز بوشهر، احمد اقتداری، جغرافی‌دان و پدر مطالعات خلیج‌فارس، از سوی شهرداری این شهر به‌عنوان شهروند افتخاری بوشهر معرفی شد.

### کنسولگری‌ها
از دوره افشاریه تا دوران پهلوی اول حدود ۲۰ کشور در بوشهر دارای کنسولگری بوده‌اند. کشورهایی همچون ایالات متحده آمریکا، بریتانیا (انگلستان)، روسیه، آلمان، فرانسه، هلند، ایتالیا و عثمانی  ازجمله کشورهایی بودند که در بوشهر دارای کنسولگری بوده‌اند. بعضی کنسولگری‌ها در بوشهر به قدری پراهمیت بوده‌اند که دیگر کنسولگری‌ها زیر نظر کنسولگری آن کشور در بوشهر اداره می‌شده‌اند مانند سرکنسولگری روسیه در بوشهر که کنسولگری‌های دیگر مناطق مانند اهواز و شیراز زیر نظر آن اداره می‌شد. هنوز هم بعضی از کشورها مانند روسیه محل کنسولگری خود در بوشهر را حفظ کرده‌اند.
| نام کشور | وضعیت کنسولگری | سال فعالیت                |
| -------- | -------------- | ------------------------- |
| بریتانیا | غیرفعال        | [ ۱۵۱ ] [ ۱۵۲ ]           |
| فرانسه   | غیرفعال        | ۱۸۸۹                      |
| روسیه    | غیرفعال        | ۱۹۰۱–۱۹۱۸                 |
| آلمان    | غیرفعال        | ۱۸۹۷                      |
| امریکا   | غیرفعال        | [ ۱۵۳ ] [ ۱۵۸ ]           |
| بلژیک    | غیرفعال        | [ ۱۵۸ ]                   |
| هلند     | غیرفعال        | ۱۸۶۸                      |
| کویت     | غیرفعال        | [ ۱۵۸ ]                   |
| نروژ     | غیرفعال        | [ ۱۵۸ ] [ ۱۵۳ ] [ ۱۶۳ ]   |
| ارمنستان | غیرفعال        | [ ۱۵۸ ]                   |
| ایتالیا  | غیرفعال        | [ ۱۶۴ ] [ ۱۵۳ ] [ ۱۶۵ ]   |
| عثمانی   | غیرفعال        | ۱۲۸۸ هجری قمری– ۱۳۳۶ شمسی |
| پرتغال   | غیرفعال        | [ ۱۵۳ ]                   |
| سوئد     | غیرفعال        | [ ۱۵۳ ]                   |

### شهرهای خواهرخوانده
بوشهر با ۴ شهر، پیمان خواهرخواندگی امضا کرده است:
- مرسین، ترکیه: از مهر ۱۳۹۱[۱۶۷][۱۶۸]
- فوجو، چین: از ۲۳ آبان ۱۴۰۲[۱۶۹]
- حیدرآباد، هند[۱۷۰]
- هرار، اتیوپی: از ۲۱ مارس ۲۰۱۵[۱۷۱]

خواهرخواندگی بوشهر با یکی از شهرهای کشورهای زیر هم پیشنهاد شده است:
- آفریقای جنوبی[۱۷۲]
- روسیه[۱۷۳]
- ژاپن[۱۷۴]
- صربستان[۱۷۵][۱۷۶]

## بیمارستان‌ها
شماری از بیمارستان‌های بندر بوشهر عبارت‌اند از:
- بیمارستان شهدای خلیج فارس بوشهر
- بیمارستان فاطمه زهرا
- بیمارستان قلب بوشهر
- بیمارستان بنت الهدی بوشهر
- بیمارستان پایگاه هوایی (بیمارستان امیرالمؤمنین)
- بیمارستان نیروگاه اتمی بوشهر
- بیمارستان سلمان فارسی (تأمین اجتماعی) بوشهر
- بیمارستان کودکان علی‌اصغر بوشهر
- مرکز جراحی دی
- بیمارستان قائم
- بیمارستان خاتم النبیا